# 迈克尔·杰克逊
迈克尔·约瑟夫·杰克逊（1958年8月29日—2009年6月25日），美国男歌手、詞曲作家、舞者、演员、慈善家，被尊稱為「流行樂之王」。迈克尔·杰克逊在音乐、舞蹈、时尚方面的巨大贡献，加上备受关注的个人生活，使他成为全球流行文化的代表人物。
迈克尔·杰克逊是杰克逊家族的第7个孩子，他与4位兄弟杰基、蒂托、杰梅因、马龙一同组建杰克逊5人组，并于1964年初次登上职业音乐舞台，而后在1971年开始单飞。80年代初期，透过《Off The Wall》的崭露头角以及《Thriller》的巨大成功，令迈克尔·杰克逊成为流行音乐的主导人物。他的音乐视频包括《Beat It》、《Billie Jean》等对打破种族障碍作出了巨大贡献，並将媒体转化为艺术形式和宣传工具，因这些作品大受欢迎，令当时创立不久的电视频道“MTV”名扬天下。進入90年代，迈克尔·杰克逊繼續录制如《Black or White》等音乐视频，这些作品标志着他持续不断的创新能力。而这一阶段的大量巡演让他在国外同样名利双收。由于迈克尔·杰克逊的名氣及其舞台和影片的表演，一些由他所命名的舞蹈技术如“机械步”、“月球漫步”得到普及。他独特的声音和风格影响了許多舞曲、嘻哈、现代节奏布鲁斯、摇滚等類型的音乐艺术家。
迈克尔·杰克逊于1982年发行的专辑《Thriller》是全球销量最高的专辑。其它包括《Off The Wall》（1979年）、《Bad》（1987年）、《Dangerous》（1991年）、《HIStory》（1995年）也都跻身全球销量最高的专辑行列。迈克尔·杰克逊是为数不多的2次入选摇滚名人堂艺术家之一，也被選入作曲者名人堂，並且是唯一进入舞蹈名人堂的流行艺人。他的其它成就包括多项吉尼斯世界纪录，13个格莱美奖、“格莱美传奇奖”、“格莱美终身成就奖”，26个全美音乐奖，为所有艺人之最，其中包括“世纪艺术家”、“20世纪80年代艺术家”，在他单飞生涯中，他拥有13个美国冠军单曲，在公告牌百强单曲榜中超过其他任何男歌手，他被公认为有史以来最畅销的独唱艺术家，全球唱片销量已达10亿张。迈克尔·杰克逊赢得数百个奖项，使他成为流行音乐历史上获奖最多艺人。而他遗作专辑《Xscape》中的单曲《Love Never Felt So Good》于2014年5月21日登上公告牌百强单曲榜第9位，迈克尔·杰克逊由此成为史上首位在连续50年中，均有单曲登上此榜单前10位的艺术家。迈克尔·杰克逊不断在世界各地出席人道主义活动，2000年吉尼斯世界纪录大全裡认证他资助过39个慈善机构，超过其他任何艺术家。
迈克尔·杰克逊的个人生活方面，包括他的外貌变化、个人关系、个人行为引起许多非议。1993年，他受到指控性侵儿童，最终以2500万美元金额庭外和解，没有正式起诉；2005年，他受到7项性侵犯儿童及其他2项指控，最终法院裁定这些罪名均不成立。2009年6月25日，正为复出演唱会《This Is It》做准备的迈克尔·杰克逊因在相隔過短時間內注射丙泊酚、苯二氮平类而药物中毒导致心脏骤停，并因抢救无效与世长辞。洛杉矶法医裁定这是一宗刑事杀人案件，私人医生康拉德·默里2011年11月7日因过失致死罪被判处4年徒刑，服刑2年后因狱中行为良好，于2013年10月28日获释。
在迈克尔·杰克逊逝世后，其公众悼念仪式在世界各地转播。

## 经历与生涯

### 1958－1975年：早年生活和杰克逊五人组

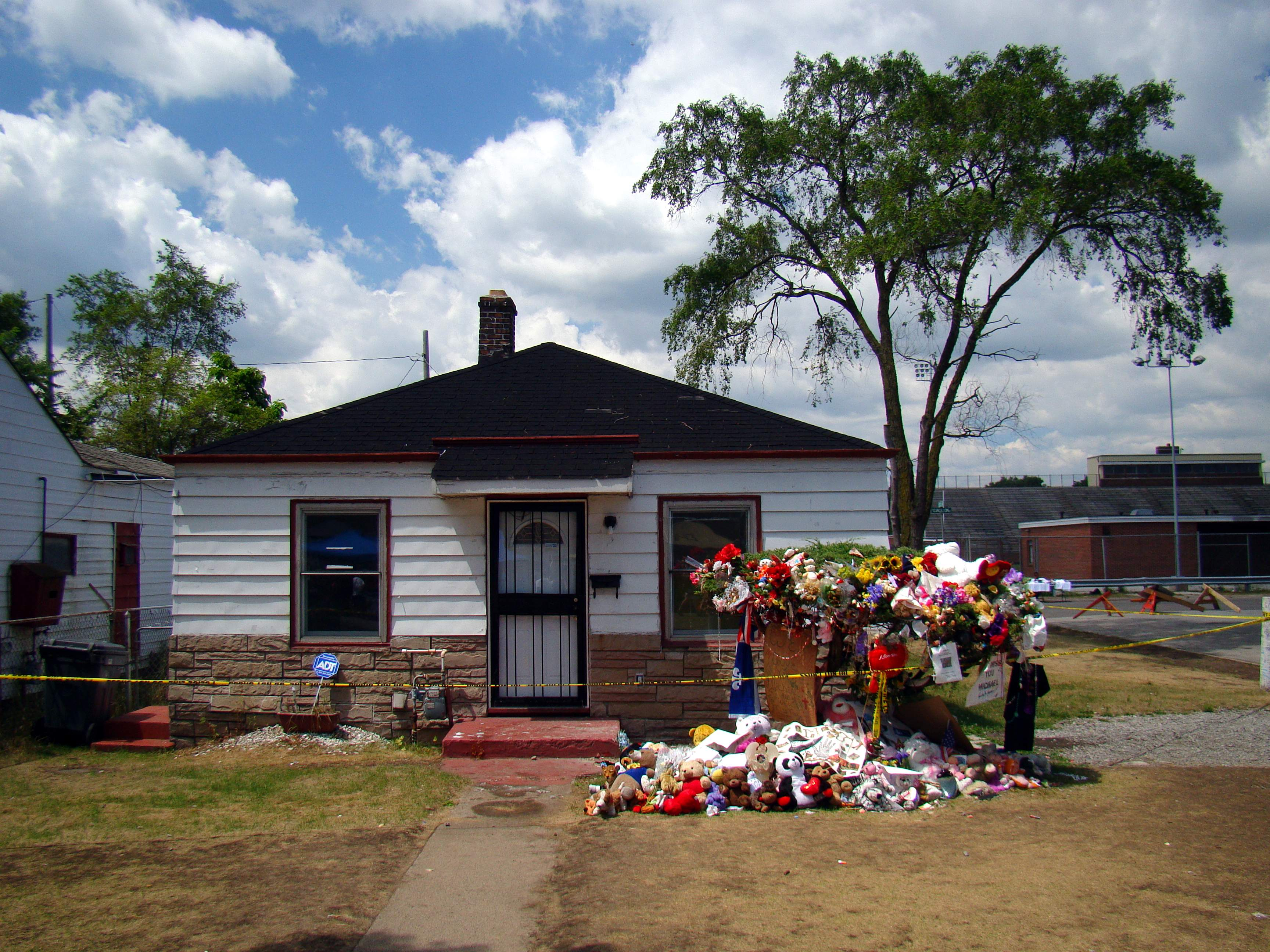
杰克逊童年时在美国印第安纳州加里市的家，在他死后人们在此献花

迈克尔·約瑟夫·杰克逊于1958年8月29日19時33分出生在美国印第安纳州加里市聖瑪麗憐憫醫院。杰克逊一家在芝加哥大都市区内的工业城市加里市的一个三居室房子居住，属于非裔美国工薪阶层，迈克尔在父母十名孩子中排行第八。母亲凯瑟琳·杰克逊是一位虔诚的耶和华见证人，父亲约瑟夫·杰克逊是一位钢厂工人，是一个名为“猎鹰”的节奏布鲁斯乐队的成员。迈克尔有三个姐妹：瑞比·杰克逊、拉托亚·杰克逊和珍妮·杰克逊，以及五个兄弟：杰基·杰克逊、蒂托·杰克逊、傑曼·傑克森、马龙·杰克逊和兰迪·杰克逊。（p. 20）第六个兄弟，布萊恩·傑克森和马龙·杰克逊是双胞胎，但在出生后不久死亡（p. 14）。
迈克尔与父亲约瑟夫的关系紧张（p. 21-22），约瑟夫在2003年承认他在迈克尔小的时候经常鞭打他。尽管迈克尔相信父亲严格的纪律与他的成功有着很大的关系，但他仍声称在不断的排练中身体上和精神上深受虐待。迈克尔第一次公开提及童年被虐待的经历是一次于1993年2月播出的奥普拉·温弗里采访。他承认经常因孤独而哭泣并且看到父亲就会呕吐。迈克尔的父亲也表示曾经口头虐待杰克逊，在许多场合称他有大鼻子。事实上，迈克尔对他的外貌、噩梦和慢性睡眠问题深感不满，他倾向依旧高度服从父亲，并且在他的整个成年生活中一直保持童趣，在许多方面都符合他在小时候忍受这种慢性虐待的影响。
在一次马丁·巴舍尔的访谈节目中，迈克尔认为虽然父亲伤害了他，但是却不失为一个“天才”，因为这种严厉管教让他日后获得成功。当巴舍尔否定了迈克尔对其父亲的赞扬并继续询问时，迈克尔用手捂住脸拒绝回答。迈克尔回忆，他父亲在自己与兄弟姐妹排练时，经常手持皮带坐着，“如果我们做不好，他就会把我们打得皮开肉绽”。（p. 602）

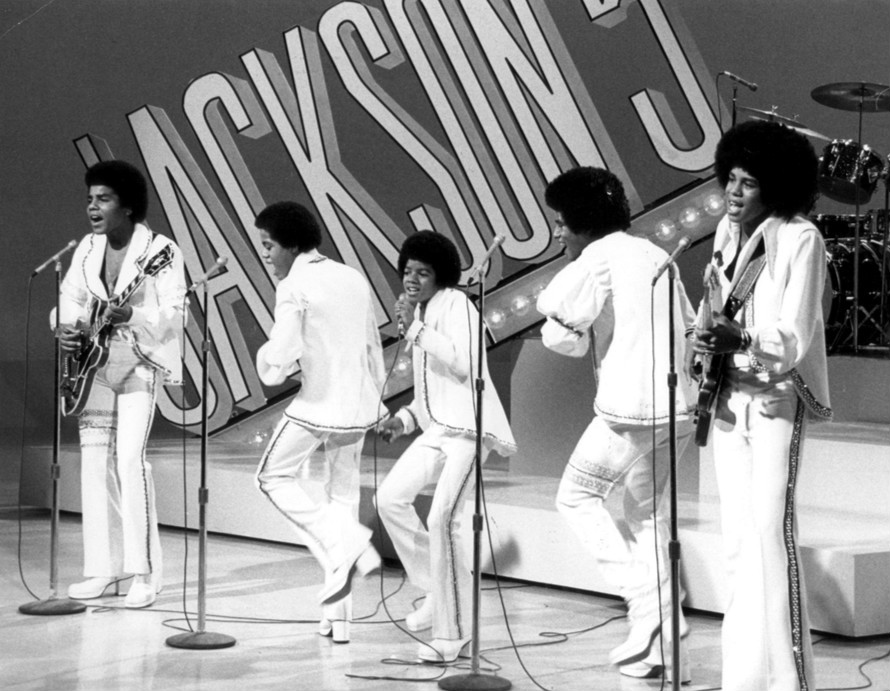
杰克逊（中间）作为杰克逊五人组的成员，1972年

1964年，迈克尔和马龙加入杰克逊兄弟乐队，乐队由他们的哥哥杰基、蒂托和杰梅因创立，主要是做和声，并负责演奏康加鼓和手鼓。迈克尔后来负责伴唱和跳舞。在他8岁时，他与杰梅因成了主唱，乐队就此更名为杰克逊五人组（p. 20）。1966至1968年间，乐队在美国中西部巡演，经常在“chitlin' circuit”黑人俱乐部演出，俱乐部中经常有脱衣舞等成人表演。1966年，乐队凭借迈克尔主唱的几首摩城音乐与翻唱詹姆士·布朗的歌曲《I Got You》（I Feel Good）赢得了当地的一个才艺比赛。
杰克逊五人组录制了几首歌，包括为当地的唱片公司“钢铁城”录制歌曲《Big Boy》，当时是1967年，次年，乐队签约摩城唱片公司（p. 20）。《滚石》杂志后来形容年轻的迈克尔是个天才，有“惊人的音乐天赋”会很快“成为主流明星”。乐队的前四只单曲都登上热榜100榜首（p. 20）。1972到1975年间，迈克尔与摩城唱片合作发行了四张个人专辑：《该去那里》、《小班的歌》、《音乐与我》及《永远的迈克尔》。其中的曲目《该去那里》、《小班的歌》以及翻唱鲍比·戴的歌曲《Rockin' Robin》取得了不错的成就。（p. 98-99）
杰克逊五人组成为黑人艺术家的典范——五个黑人工人阶级男孩，留着爆炸头，穿着喇叭裤，而且并没有为了成为主流明星而放弃这种作風。乐队1973年开始销量下滑，乐队成员对摩城唱片对他们才华创意的限制深感不满。虽然后来又有几支单曲进入前40，包括曾进入前5名的迪斯科单曲《Dancing Machine》和前20的单曲《I Am Love》，但乐队最终于1975年选择与摩城唱片解约（p. 22）。

### 1975－1981年：转签史诗唱片和《Off The Wall》
1975年6月，杰克逊五人组与CBS旗下的史诗唱片签约并重新命名组合（p. 22），兰迪在此期间加入乐队，杰梅因则选择留守摩城唱片并单飞（p. 138-144）。他们继续全球巡演，在1976到1984年间又发布了6张专辑。此时，迈克尔成为了乐队主创，写下了诸如《Shake Your Body》（Down to the Ground）、《This Place Hotel》和《Can You Feel It》等歌曲。1978年，迈克尔出演音乐剧《稻草人》和电影《新绿野仙踪》，在电影中，他与昆西·琼斯合作，琼斯负责电影的音乐制作，并答应迈克尔做他下一张专辑《Off the Wall》的出品人（p. 23）。迈克尔的鼻子在1979年一次舞蹈排练时受伤，随后的鼻整形手术并不成功，他总觉得呼吸困难，并认为这会影响他的音乐生涯，迈克尔随后的鼻部手术都是由史蒂芬·赫夫林主刀（p. 205-210）。
琼斯和迈克尔共同出品的专辑《Off The Wall》於1979年发布。专辑中的歌曲由迈克尔·杰克逊、鲁德·坦普尔顿、史提夫·汪达与保罗·麦卡特尼创作。該专辑成为首张诞生了4支美国前十单曲的专辑，其中《Don't Stop 'til You Get Enough》和《Rock With You》成为冠军单曲（p. 37-38）。专辑登上“公告牌”第三位，全球销量超过2000万。1980年，迈克尔获得三项美国音乐奖。同年，他也斩获公告牌年终奖与一项格莱美奖（p. 37-38）。迈克尔于1981年再次获得两项美国音乐奖。尽管专辑在商业上取得了重大成功，但迈克尔认为应该取得更大的影响，于是鼓足干劲制作下一张专辑（p. 188）。1980年，他依靠版权取得了丰厚利益，专辑利润的37%来自版税（p. 191）。

### 1982－1983年：发行《Thriller》和《摩城唱片25周年：昨日，今日，明日》
1982年，迈克尔结合了对流行歌曲创作和电影的兴趣，为《E.T.外星人》的有声专辑演唱了歌曲《Someone In the Dark》。歌曲由昆西·琼斯制作，赢得了1983年“格莱美最佳儿童唱片”。1982年末，专辑《Thriller》的发行获得了更大的成功。专辑为迈克尔赢得了另外七个格莱美奖和八个全美音乐奖，其中包括“最佳新人奖”，迈克尔成为赢得该奖项的最年轻的艺术家。
《Thriller》成为1983年全球范围内的最热销专辑，并且成为美国有史以来销量最高的专辑，也是全球销量最高的专辑，据估计销量达到6500万张。专辑在公告牌二百强专辑榜占据第一名的位置长达37个周并且在前十停留了连续的80个星期。这也是第一张专辑拥有7首公告牌一百强歌曲榜十强单曲，包括《Billie Jean》、《Beat It》及《Wanna Be Startin' Somethin'》。2009年3月，美国唱片业协会统计《Thriller》销量为2900万，在美国范围内被认证为音乐唱片销售认证双钻石唱片。《Thriller》为迈克尔和昆西·琼斯赢得了1983年格莱美奖“年度非古典类制作人”、為迈克尔赢得了“最佳流行音乐男歌手”，也成为了当年的“格莱美奖年度专辑”。《Beat It》為迈克尔赢得了“最佳摇滚男歌手”；《Billie Jean》赢得了“最佳节奏布鲁斯歌曲”，也为迈克尔赢得了“最佳节奏布鲁斯男歌手”。《Thriller》也在1984年赢得了另外一个格莱美奖，“最佳非古典混音录制奖”由布鲁斯·斯维顿获得此獎項。
1984年，迈克尔赢得了AMA荣誉奖、最喜爱灵魂/节奏布鲁斯男歌手奖、最喜爱流行/摇滚男歌手奖。歌曲《Beat It》为迈克尔赢得了最喜爱灵魂/节奏布鲁斯影片奖、最喜爱流行/摇滚影片奖、最喜爱流行/摇滚单曲奖。专辑《Thriller》获得了最喜爱灵魂/节奏布鲁斯专辑奖、最喜爱流行/摇滚专辑奖。
在此之外，迈克尔在1983年发布了由约翰·兰迪斯导演的14分钟长的《Thriller》音乐影片。它在当时创立不久的电视频道全球音乐电视台中“定义了音乐影片并且打破了种族障碍”。2009年12月，《Thriller》的音乐影片被美国国会图书馆选入国家收藏电影目录。这是当年入选的25部电影的其中之一，被称做“对美国文化有持续重要性的作品”，能够“永久收藏”。这部僵尸题材的《Thriller》是第一个，也是目前唯一一个入选的音乐影片。
迈克尔的律师发现迈克尔在当时的音乐产业时代拥有最高的版权税：每销售一张专辑能大约2美元的版税。迈克尔同时在唱片销售上得到了惊人的利润。在几个月内，纪录片《迈克尔·杰克逊〈Thriller〉的制作》的销售量超过350,000份。这个时代看到了新奇事物的到来，以迈克尔·杰克逊为模型的玩偶在1984年5月以12美元一个的价钱出现在了商店。传记作家兰迪·波雷利写道：“《Thriller》不再像一本杂志、一个玩具、一张卖座电影票这样休闲的物品贩卖，而是像家庭主食一样。”1985年，《迈克尔·杰克逊〈Thriller〉的制作》赢得“格莱美最佳长篇音乐影片奖”。《时代》杂志这样描述迈克尔的影响：“唱片之星，广播之星，摇滚音乐影片之星。一位拯救了音乐事业的人。一位拥有奇幻双脚的舞者。一位打破所有品味、风格和肤色障碍的歌手”。《纽约时报》写到：“在流行乐坛，只有迈克尔·杰克逊和其余所有人”。
杰克逊生涯的临界点出现在1983年3月25日，迈克尔与他的兄弟们重聚，并与其他摩城唱片的明星进行了一场传奇性的现场表演，在帕萨迪纳市政礼堂录制，作为NBC的电视特别节目，命名为《摩城唱片25周年：昨日，今日，明日》（Motown 25: Yesterday, Today, Forever）。节目于1983年5月16日播出，据估计达到了4700万的收视率。表演最让人记忆犹新的是迈克尔《Billie Jean》的独唱表演，这为迈克尔赢得了他的第一个艾美奖提名。迈克尔身穿特制的带有亮片的黑色夹克，手戴莱茵石镶嵌的高尔夫手套，首次表演他招牌的月球漫步，这个舞步是由前电视节目《灵魂列车》的舞者和夏利玛尔乐队的成员杰尼佛·丹尼尔三年前教给他的。（p. 243-244）迈克尔起初拒绝了登台表演的邀请，认为自己当时做了太多的电视节目。然而在伯瑞·高迪的要求之下，迈克尔开始让步并最终同意登台表演，作为交换的是他独自表演的时间（p. 234-237）。《滚石》杂志的记者吉尔摩·米卡尔称“有些时候，你知道自己正听到或看到的是一些非凡的东西……那正是那天晚上的情景。”《艾德·沙利文秀》将迈克尔的表演与猫王和披头士作比较（p. 238-241）。《纽约时报》的艺术评论家安娜·凯瑟高夫写到“他所著名的月球漫步是对他舞蹈风格一种恰当的比喻。他是如何做到的？作为技艺精湛的人，他是一位伟大的幻术师，一位天才横溢的哑剧表演者。他能在俯身滑步的同时保持一只腿伸直，这是需要完美的时机的。”伯瑞·高迪评论称“在《Billie Jean》的一开始我感到很困惑，但当他开始做起月球漫步的时候，我惊呆了，这就像魔术一样，迈克尔·杰克逊进到了轨道上，根本停不下来。”2015年12月16日《Thriller》美国本土销量超3000万。

### 1984－1985年：为百事公司拍摄广告与从事商业活动
1984年1月27日，杰克逊和其他几位家庭成员为百事可乐拍摄广告，广告由菲尔·杜森伯里以及广告公司BBDO和百事全球创意负责人，艾伦·破塔斯在洛杉矶雪兰大剧院监制拍摄。在拍摄广告中设计的虚拟音乐会时，事故发生了，烟火烧伤了杰克逊，导致他头皮二级烧伤。杰克逊为了掩盖头皮上的疤痕进行了治疗，不久又第三次进行鼻整形手术（p. 205-210）。百事公司最终决定庭外和解，随后杰克逊为坐落于科尔夫城城的布罗特慢医疗中心捐款150万美元，为此，该医疗中心改名“迈克尔·杰克逊烧伤康复中心”（p. 279-287）。杜森伯里日后将此次经历记录在他的回忆作品“于是我们把他的头发点着了：来自广告名人堂的意外及顿悟”中。

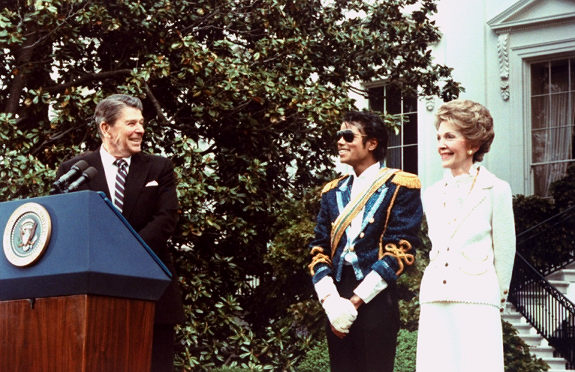
罗纳德·里根总统与第一夫人南希·里根为杰克逊颁奖，1984年

1984年5月4日，杰克逊受邀到白宫接受罗纳德·里根颁发的为表彰他资助致力为人们戒烟戒酒的慈善机构的奖章（p. 304-307）。在同年的格莱美奖上，杰克逊获得八项大奖，与他之后的个人专辑不同，专辑《Thriller》并没有官方巡演来进行宣传，但1984年的Victory巡回演唱会，向超过两百万美国人宣传了他的新专辑。巡演期间筹集到的大约八百万的善款最终被捐献出去（p. 315-320）。1985年他与莱昂纳尔·里奇合作的以关爱美国和非洲的贫困儿童为主题的慈善歌曲《We Are The World》跻身历史上销量最高的单曲行列，销量接近三千万，两人决定捐赠数百万美元以救济贫困儿童。1986年，两人因《We Are The World》赢得四项格莱美奖（杰克逊获得年度歌曲奖）。美国音乐奖负责人没有将词曲列入竞奖单元，因为他们认为这并不合适，但杰克逊因作曲获得荣誉奖项（p. 340-344）。
在1984年，拥有大约4000首歌曲版权的联合电视音乐出版公司，当时就拥有当年披头士自己创立的北方唱片公司旗下绝大部分列侬·麦卡特尼创作歌曲的披头士歌曲版权，由罗伯特·霍姆斯主持出售。杰克逊80年代初与保罗·麦卡特尼共事时，得知麦卡特尼每年的版权收入可达4000万美元，于是对此事产生了极大兴趣。1981年（p. 333-338），麦卡特尼被告知可以出价2000万英镑（折合当时4000万美元）买下联合电视公司。麦卡特尼说，他联系了小野洋子建议两人各付1000万英镑，以代表列侬和麦卡特尼的共同意志。但洋子小肚鸡肠地推脱说她只肯花500万。由于两人意见不合，麦卡特尼只好放弃，对拥有披头士的全部版权不再抱有太大希望（p. 333-338）。
根据霍姆斯的一位磋商者回忆，在1984年的出售活动上“我们给了保罗·麦卡特尼优先购买权，可当时他并不想要。”此外，麦卡特尼的一位律师向杰克逊的律师约翰·布兰奇证实，麦卡特尼并未有意叫价，他觉得“太贵了”（p. 333-338）。但是还有其他公司与投资者有意出价，1984年9月，布兰奇告知杰克逊关于披头士歌曲版权出售一事，杰克逊11月20日出价4600万美元。杰克逊一方几次以为买卖已成，却总有其他人来干预。1985年5月，在经过良久协商并花费超过了100万美元作为谈判筹码后，杰克逊团队终于与其他买者协商一致。
1985年6月，杰克逊团队得知查理斯·霍夫曼的，以及玛提·班代尔的公司很可能决定出价5000万美元买下联合电视音乐公司。但到了8月霍姆斯团队告知杰克逊谈判重新开始，杰克逊为早日结束买卖提价到4750万美元。此前，杰克逊团队已经履行了对联合电视音乐的“谨慎处理”义务。他也答应去澳大利亚拜访霍姆斯并在珀斯马拉松第七频道上露面。1985年8月10日，杰克逊完成了对联合电视音乐的购买。

### 1986－1987年：外貌变化、谣言四起
作为非裔美国人，杰克逊早期的肤色是深棕色，但从20世纪80年代开始肤色便逐渐变白。此事逐渐引起媒体关注，亦有人怀疑他可能在漂白皮肤。而兰迪·塔拉波雷利的1986年传记当中指出杰克逊被诊断出白癜风和红斑性狼疮，白癜风使他的皮肤部分变白，红斑狼疮病情不重；同时这两种疾病让他对阳光很敏感，显得非常苍白（p. 434-436）。杰克逊去世后的尸检报告中也有提及其患有白癜风，无法证明其是否实施过皮肤漂白手术。到了九十年代中期，有些医生推测他做过鼻部手术、前额除皱术、薄唇手术以及颧骨整形，然而杰克逊对此否认，同时声明他只做过鼻部手术。虽然杰克逊声称除了做过两次鼻部整形之外没有做过其他面部整形手术，但是有一次他却提到自己曾借助外科手术的手段使得下巴有了美人沟。杰克逊在80年代热衷减肥，原因是他想拥有“舞者的身材”。很多见过他的人说他因神经性厌食而经常头晕眼花，而阶段性的减肥使得这一问题不断复发（p. 312-313）。
在他的治疗过程中，他结识两位朋友阿诺德·克莱恩博士，以及护士黛比·罗薇。黛比·罗薇最终成为了他的第二任妻子，与杰克逊有两个孩子。杰克逊于克莱恩医疗上与事业上的建议依赖甚重。
关于杰克逊的猛料频出。1986年，有消息称杰克逊为延缓衰老在高压氧舱里睡觉，并配有照片。尽管消息不实，但经杰克逊本人的加料，谣言影响巨大。后来杰克逊买了一只黑猩猩并取名为泡泡，有报道称他日益脱离现实。还有报道称杰克逊试图购买“象人”约瑟夫·梅里克的骨头，尽管报道不实，杰克逊本人并未表态。开始他认为这些故事能提高他的知名度，但后来，这些报道越来越惊人，杰克逊便不再向媒体编造这类不实的新闻，于是媒体便自己编造这类故事。这些报道逐渐令公众厌烦，于是令杰克逊自己很厌恶的昵称“怪人杰克”（Wacko Jacko）就此诞生。就此，杰克逊对自己的传记作者塔拉波雷利说：
干脆跟人们说我是从火星来的外星人得了，告诉他们我生吞活鸡，在午夜时分跳巫婆的舞。你说什么人们都信，因为你是记者。但如果我说了上面的这些话，人们都会说：“那个叫迈克尔·杰克逊的家伙是个疯子，他说的每一个字你都别去相信。”（p. vii）
杰克逊与乔治·卢卡斯和弗朗西斯·科波拉合作拍摄了17分钟长的3D电影《伊奥船长》，电影在1986年九月于佛罗里达迪士尼和艾波卡特内首播，1987年3月于日本迪士尼公园播映，这部成本为3000万美元的电影在三地大受欢迎。1992年巴黎迪士尼公园开园后也放映了该电影。四地的电影播映到90年代才停止，巴黎公园最后停播，直到1998年才停播（p. 41）。电影在2010年杰克逊去世后再次播出。

### 1987－1990年：发行《Bad》、拍摄电影、出版自传与建造梦幻庄园

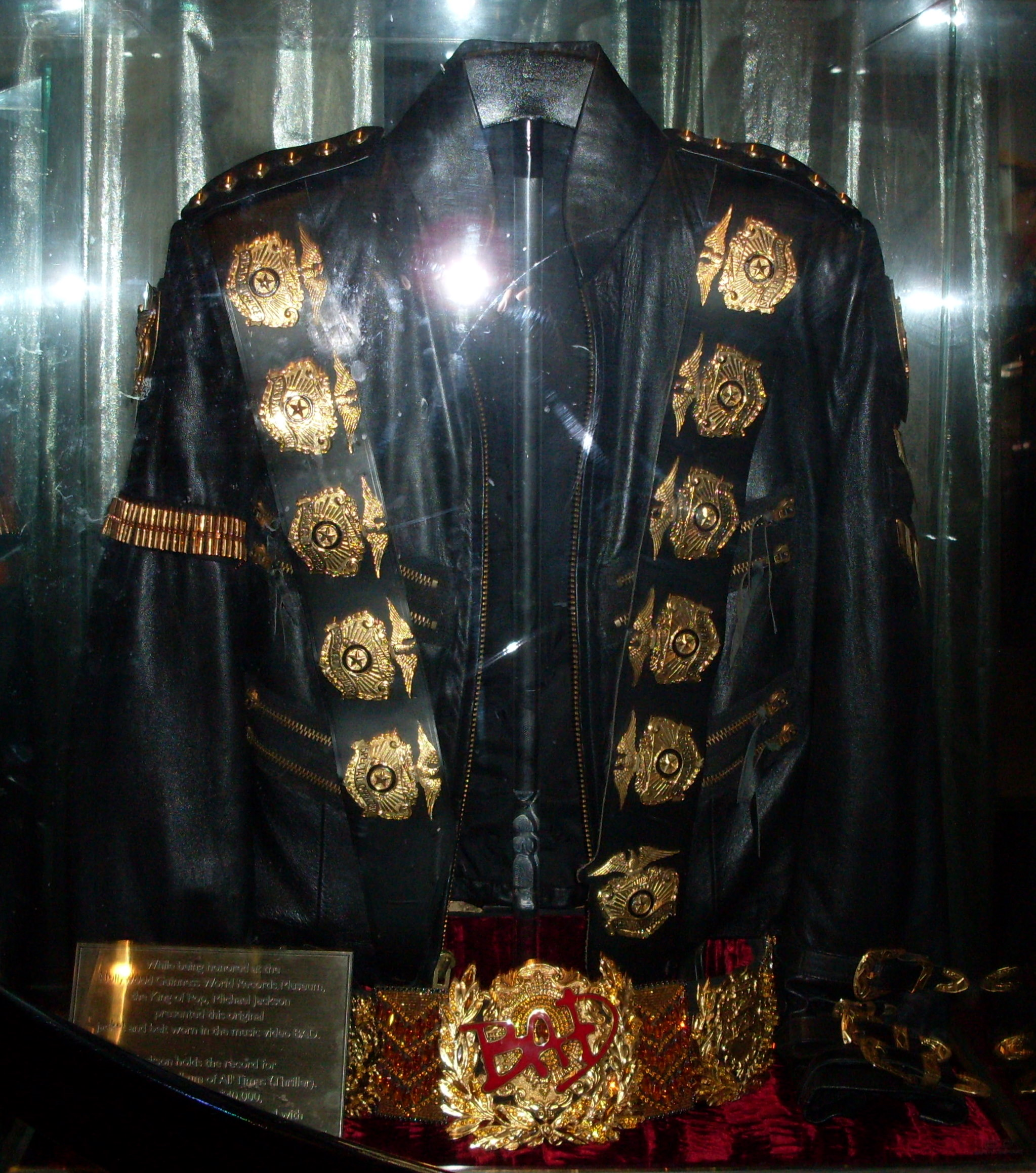
杰克逊《Bad》时期身穿绑有金牌腰带的夹克

1987年，杰克逊脱离了耶和华见证人教会，原因是他们对《Thriller》音乐影片的反对。同年，杰克逊推出了业界都在期盼五年的全新专辑《Bad》。 虽然並未達到《Thriller》般的辉煌，但仍取得了商业上的巨大成功。
专辑《Bad》中有7首歌作为单曲在美国发行，其中《I Just Can't Stop Loving You》、《Bad》、《The Way You Make Me Feel》、《Man In The Mirror》以及《Dirty Diana》5首成为了冠军单曲，成為在告示牌百大單曲榜上拥有最多冠军单曲的专辑，上张专辑《Thriller》也没有取得这样的成绩。 即使專輯同名单曲的音乐影片与之前歌曲《Beat It》大同小异，《Bad》的音乐影片仍然是杰克逊标志性作品之一。影片的主题是对纽约地铁系统的讽刺，编舞以服装设计深受西区故事的启发，截止到2012年，这张专辑在全球销量约为3000-4500万。凭借专辑《Bad》，布鲁斯·斯维顿和霍伯特·贾提卡于1988年获得一项格莱美奖，迈克尔·杰克逊凭借《Leave Me Alone》于1989年获得最佳音乐影片奖。同年，杰克逊凭借该专辑中有5支冠军单曲并在25个国家成为冠军专辑的开创性表现，也因为《Bad》是1987-1988年全球最畅销专辑而获得美国音乐奖的成就奖。1988年，歌曲《Bad》获得美国音乐奖最受欢迎的灵魂节奏布鲁斯单曲。
Bad世界巡回演唱会于该年9月12日开始，次年1月14日结束。仅在日本，巡演就吸引了57万观众，几乎是之前记录的3倍。当杰克逊到温布利体育馆进行7场演出时有50.4万观众，创造了吉尼斯世界纪录。巡演期间举办了123场演唱会，观众总数约440万。Bad的巡演成了杰克逊的最后的美国巡演，虽然后来杰克逊也到夏威夷开过演唱会。

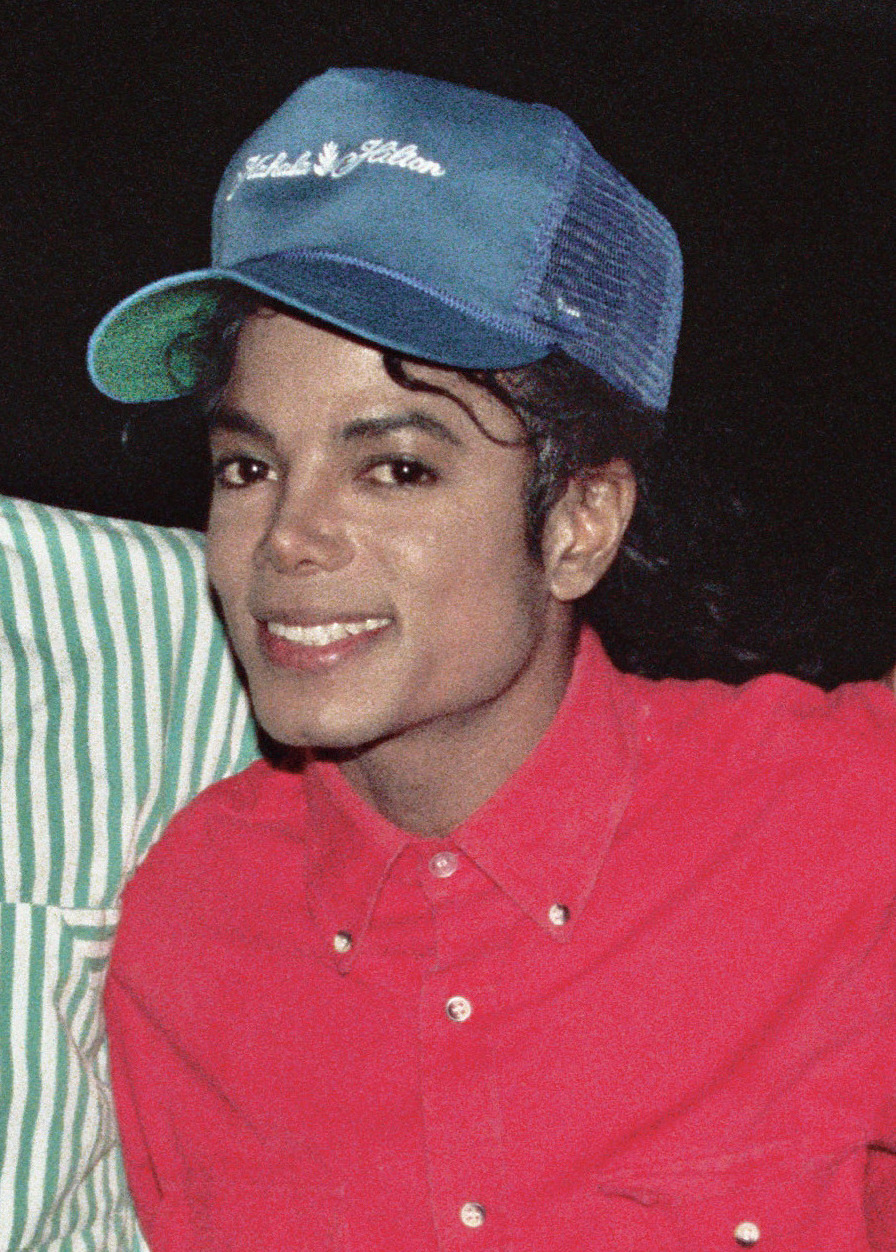
1988年的杰克逊

1988年，杰克逊出版了他唯一的一本个人传记《月球漫步》，此书历经四年著成，卖出20万份。杰克逊在书中讲述了他的童年、杰克逊五人组，以及他所受的痛苦。他也谈及了他的面容，表明了他做过两次鼻整形手术与酒窝手术。他将他的容貌变化的主要原因归结于青春期、减肥、严格的素食饮食、发型的改变和舞台光线。此书登上了《纽约时报》畅销榜的首位（p. 42）。他随后又拍摄了同名电影，乔·佩西参演。原计划于影院上映的电影最终被拍成了电视电影，仅仅在德国登陆影院。电影雄霸“公告牌”音乐影片榜榜首22周，最终被《迈克尔·杰克逊：传奇继续》取代（p. 43-44）。
1988年3月，杰克逊在加州圣伊内斯附近以1700万美元买下一片土地，建造梦幻庄园私人公园。他安置了摩天轮、一座小型动物园、一座影院、还有保安哨塔，公园面积2,700-英畝（11-平方）。2003年，公园的估计价值在1亿左右。1989年，他的年收入在1.25亿左右。不久之后，他成为了首位出现在苏联电视上的西方人（p. 43-44）。
他的成功使他赢得了“流行音乐之王”的称号。伊丽莎白·泰勒在1989年灵魂列车音乐奖的颁奖典礼上的致辞使这一称号广为人知，宣称他是“流行乐、摇滚乐和灵魂乐的真正王者”。乔治·赫伯特·沃克·布什总统为他颁发白宫“十年最佳艺术家”奖。自1985至1990年，他为联合黑人学院基金会捐款超过50万美元，透过单曲《镜中人》取得的收入全部捐献（p. 382）。杰克逊在小萨米·戴维斯60岁生日上的演奏为他赢得了他第二个艾美奖提名（p. 43-44）。

### 1991－1993年：发行《Dangerous》、创立治愈世界基金会和参加超级碗的中场休息

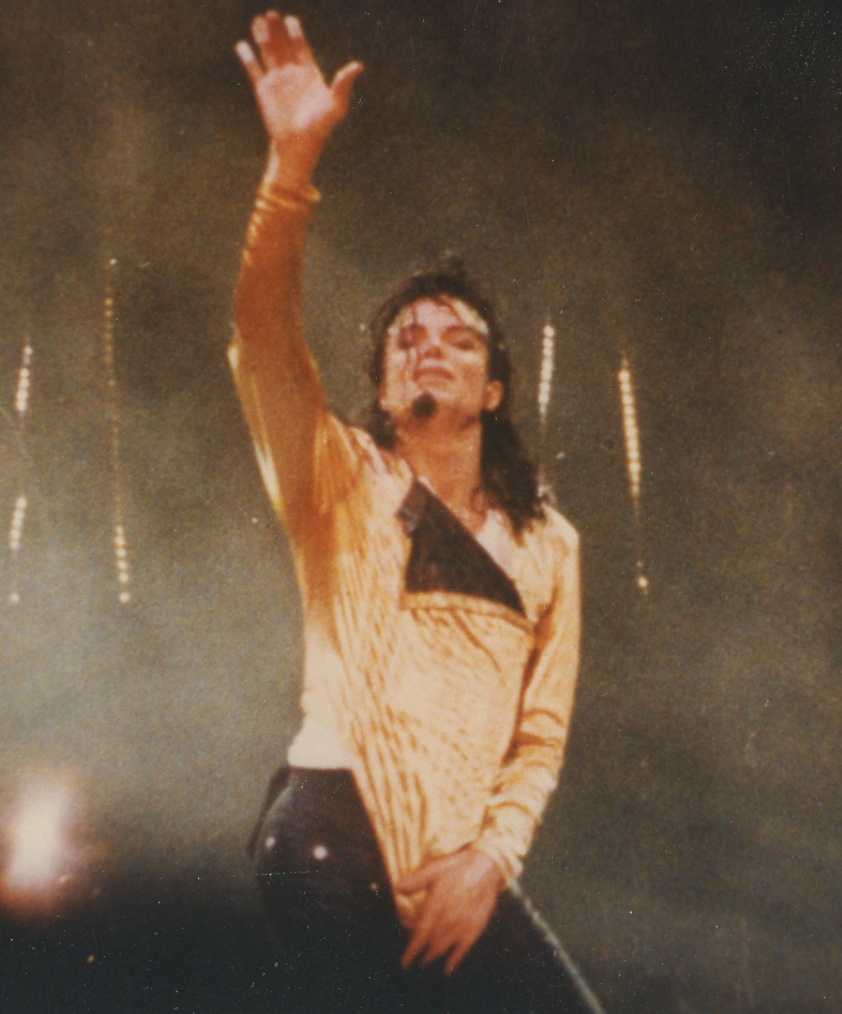
1992年，杰克逊于Dangerous世界巡回演唱会蒙扎站

1991年3月，杰克逊以6500万美元与索尼续约，这在当时是破纪录的交易，打破了尼爾·戴門与哥伦比亚唱片的续约金额。 並於同年尾发行了他的第八张专辑《Dangerous》，专辑与泰迪·莱利共同制作，莱利说服迈克尔在他的专辑中首次加入饶舌的曲风。截止到2013年，专辑在美国售出了700万，全球销量大约3000万。在美国，专辑的第一首单曲《Black Or White》非常热销，在公告牌百强单曲榜第一的位置停留了七周，在全球的排行榜也有类似的表现。第二支单曲《铭记这一刻》（Remember the Time）在美国前五名的位置上停留了五周，在公告牌百强单曲榜中最高位置达到第三位（p. 45-46）。1992年底的公告牌音乐奖中，《Dangerous》和《Black Or White》分别被评为全球年度最畅销的专辑和单曲。此外，他还获得了20世纪80年代销量最高艺术家的奖项。1993年，杰克逊在灵魂列车音乐奖坐在椅子上表演歌曲，他说这是因为在排练时受伤所致（p. 459）。在英国和其他欧洲地区，《Heal The World》成为专辑中最热销的歌曲；在英国共销售了45万张，在排行榜第二的位置上停留了五周（p. 45-46）。
杰克逊于1992年创立了治愈世界基金会。慈善组织将贫困儿童带到杰克逊的梦幻庄园，享受主题公园的游乐设施。基金会在世界范围内向受战争、贫穷和疾病影响的儿童资助了数百万美元。同年，杰克逊出版了名为《梦舞诗话》（Dancing the Dream）的诗歌文集，这是他所出版的第二本书。尽管这本书的发行在商业上是一个成功，展现出杰克逊更亲密的一面，但在当时却遭到一些批判。在2009年，双日出版社将其重新发行，一些批评家在杰克逊英年早逝之后对这本书有了更积极的评价。Dangerous世界巡回演唱会于1992年6月27日展开，1993年11月11日结束。在70场演唱会中共有350万人到场，收入超过1亿美元（p. 45-46）。杰克逊将演唱会的转播权以2000万美元的价格卖给HBO电视台，创下了至今无人打破的现场演唱会转播费用的最高记录（p. 452-454）。
在瑞安·怀特生病去世之后，杰克逊帮助了公众对艾滋病的注意，艾滋病在当时还是具有争议的事情。他公开在比尔·克林顿的就职晚宴上请求克林顿政府给予艾滋病慈善机构和研究机构更多的基金。杰克逊高调出访非洲，参观了几个国家，其中包括加蓬和埃及。他在加蓬的第一站受到了超过10万人的热情欢迎，其中有人携带着“迈克尔，欢迎回家”的标语。在科特迪瓦期间，杰克逊被部落酋长加冕为“萨尼王”（King Sani）。他用英语和法语做出了感谢，在王位的正式文件上签字，在进行仪式舞蹈时坐上了金色的宝座。
1993年1月，杰克逊在第二十七届超级碗的中场休息时段现身。因为几年以来人们对中场休息的兴趣锐减，国家橄榄球联盟（NFL）决定寻求大牌明星来吸引观众并提高收视率，杰克逊因为他的知名度和吸引力而入选。这也是超级碗首次在中场休息的收视率高于比赛本身。表演一开始，杰克逊从舞台下方跳出，与此同时他身后的焰火绽放开来。他一动不动地站着，“紧握着拳头，犹如雕像的姿态”，身穿金色和黑色相间衣服，头戴太阳镜。他保持完全不動的姿态长达一分半钟，观众持续欢呼。然后他缓缓地摘下太阳镜，扔向人群，演唱了四首歌曲：《Jam》、《Billie Jean》、《Black Or White》和《Heal The World》。杰克逊的专辑《Dangerous》在排行榜上上升了90位。杰克逊在第35届格莱美奖上被授予了格莱美传奇奖。《Black Or White》获得了“最佳流行男歌手奖”的提名，《Jam》获得了“最佳R&B男歌手奖”和“最佳R&B歌曲”的提名（p. 45-46）。专辑《Dangerous》获得了“非古典类最佳策划奖”，由布鲁斯·斯维顿和泰迪·莱利获得了此奖项。同年，迈克尔·杰克逊赢得了三个美国音乐奖，分别是“最受欢迎流行/摇滚专辑”（专辑《Dangerous》）、“最受欢迎灵魂/R&B单曲”（歌曲《Remember The Time》）以及“国际艺术家奖”，杰克逊因为在全球的演出和人道主义关切而获得此奖项，也是第一位赢得该奖项的艺术家。这个奖项此后也以他的名字命名。

### 1993－1994年：第一次被指控性侵犯儿童和第一次婚姻
1993年2月10日，杰克逊接受了奥普拉·温弗里90分钟的采访，这是他自1979年以来第二次接受采访。他说他父亲在他的童年时曾虐待过自己的手；他失去了他童年中大部分的时光，承认他经常因为孤独而哭泣。他否认小报谣言称他买象人的骨头，睡在高压氧舱，或漂白了自己的皮肤，他第一次称自己患有白癜风。专辑《Dangerous》在发行一年多后再度登上了专辑排行榜前十位（p. 45-46）。
1993年夏天，杰克逊被一位名为乔丹·钱德勒的13岁男孩和他的牙医父亲埃文·钱德勒指控性侵犯儿童，親吻、手淫以及口交。钱德勒要求杰克逊支付费用，杰克逊最初拒绝。乔丹·钱德勒最终告诉警察称杰克逊曾对他进行性侵犯。钱德勒医生在录音中表达了想要继续追究的意图，称“如果我得不到我想要的，事情会越闹越大的。我是不会输的。我会得到我想要的一切，而他会永远的身败名裂……迈克尔的生涯就完蛋了”。然而乔丹的母亲坚称当时杰克逊没有不法的行为。杰克逊之后透过录音表示称他是这个嫉妒父亲的受害者，唯一的目的就是想从他那里勒索钱财。
1993年8月，杰克逊的家被警察搜查，根据法庭文件，警察在他的卧室发现了穿着很少衣服或没穿衣服的年轻男孩的书籍和图片。这些书籍是合法购买和拥有的，陪审团决定不起诉杰克逊（书籍尚未开封，是由歌迷邮寄给杰克逊的）相同的书在2005年的审判中被当做证据使用，最后被认定所有的书籍与性无关，也没有任何证据显示杰克逊曾将其给其他人观看，最终判决杰克逊无罪。1993年12月，杰克逊被进行裸体检查。据报道，乔丹·钱德勒曾对杰克逊的私密部位向警察进行了描述，并且裸体检查的结果显示乔丹正确描述了杰克逊患有白癜风症状的臀部、短阴毛、有粉色和棕色斑点的睾丸。据报道，乔丹此前曾准确的画出了只有当杰克逊的阴茎被掀起时才可见的黑点。这一黑点被司法长官的摄影师和区检察长所证实。
杰克逊的朋友说他一直未从裸体检查这一羞耻的心理阴影中走出来。事件的调查没有定论且没有提起任何的诉讼。杰克逊发表了情绪化的公开声明，表明自己是清白的。1994年1月1日，杰克逊与钱德勒以2200万美元的金额庭外和解。圣巴巴拉县陪审团和洛杉矶县陪审团于1994年5月2日因无需控告杰克逊而解散，钱德勒于1994年7月6日与犯罪调查机构停止了合作。庭外和解的文件明确表示杰克逊承认自己无罪且对事件无责任；钱德勒家庭和他们的律师拉里·费尔德无反驳的签字。费尔德也明确的说“没有人要买任何人的沉默”。在此事件的十年之后，在杰克逊第二次控性侵犯儿童期间，杰克逊的律师提交备忘录指出1994年的和解是未经过他的同意进行的。
1994年5月，杰克逊与猫王的女儿莉萨·玛丽·普雷斯利结婚。两人于1975年第一次相识，当时7岁的普雷斯利参加了杰克逊家庭在米高梅酒店赌场举行的演唱会。根据普雷斯利的一位朋友回忆“他们成年时期的友谊始于1992年11月的洛杉矶”。他们每天都透过电话联系对方。由于性侵犯儿童案事发，普雷斯利成为了杰克逊情感的依赖和支持；她开始关注他的每况愈下的健康和对药物的依赖。普雷斯利解释说，“我相信他没有做任何错事，他是被人冤枉的，并且是的，我开始爱上他了，我想救他，我觉得我能做到这一点。”她最终说服了杰克逊在庭外和解此案并且暂时疗养以恢复身体。
杰克逊于1993年秋天通电向普雷斯利求婚，说“如果我要你嫁给我，你会这么做吗？”他们的婚礼在多明尼加共和国秘密地举行，将近两个月之后仍在否认。用她的话说，婚姻是“一对夫妻的生活……是性情活跃的”。在当时，有小报媒体猜测，这场婚姻是撑起杰克逊公众形象的策略。两人的婚姻持续了不到两年的时间，最后以友好式的离婚协议而结束。2010年普雷斯利在接受奥普拉采访时承认他们花了四年多的时间想要“破镜重圆但最后分手”，直到她决定停下来。

### 1995－1999年：发行《HIStory》、第二段婚姻与成为父亲

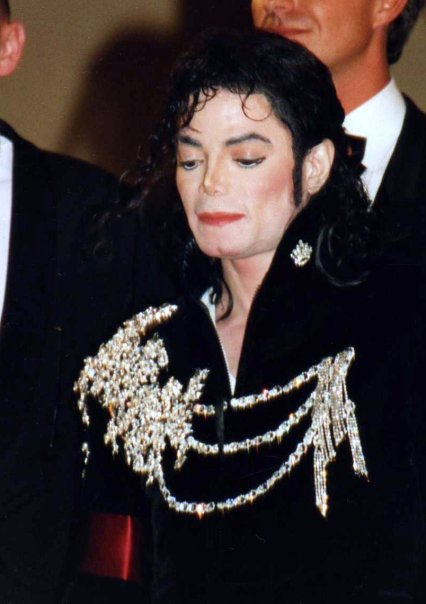
1997年，杰克逊在戛纳电影节参加《Ghosts》音乐影片的首映式

1995年，杰克逊将他的联合电视音乐和索尼音乐出版部门合并，创建了索尼/联合电视音乐出版。杰克逊持有公司一半的所有权，赚取了前期950万美元以及很多歌曲的版权。之后，他发行了双唱片专辑《他的历史：昨日，今日，明日－第一辑》。第一张唱片名为《HIStory Begins》，是一张他打榜歌曲的精选集，后来于2001年以《Greatest Hits: HIStory, Volume I》命名重新发行，第二张唱片名为《HIStory Continues》，包括了13首新歌及2首翻唱歌曲。专辑登上了排行榜的首位，在美国销量达到700万张。也是有史以来销量最多的多唱片专辑，全球的销量达到2000万套（4000万张）。《他的历史》也获得了第38屆格莱美獎年度專輯的提名（p. 48-50）。
首發单曲《Scream/Childhood》中的《Scream》是杰克逊与他的妹妹珍妮·杰克逊合唱的歌曲。歌曲将矛头直指他受到1993年性侵犯儿童指控时媒体对他的负面报道。歌曲刚刚发行就登上了公告牌百强单曲榜的第五名，这也是该榜单刚发行的歌曲打榜的最高纪录，歌曲也获得了格莱美“最佳流行合唱音乐奖”（p. 48-50）。《You Are Not Alone》是专辑中第二首发行的单曲，歌曲是吉尼斯世界纪录认证美國告示牌首支空降冠軍單曲。这首歌被看作是杰克逊在艺术和商业上的一个重要的成功，获得了格莱美“最佳流行声乐表演奖”的提名（p. 48-50）。1995年底，杰克逊在为电视表演排练时晕倒被紧急送医，事故是由于紧张引发的恐慌发作所导致的。《Earth Song》是专辑中第三首发行的单曲，登上了英国单曲排行榜的首位长达六周，歌曲的销量达到了一百万张，成为杰克逊在英国最成功的单曲（p. 48-50）。歌曲《They Don't Care About Us》的歌词引发了争议，反诽谤联盟和其他组织批评部分歌词涉嫌反犹太主义，对此，杰克逊迅速推出了不带冒犯意味歌词的修订版本。1996年，《Scream》赢得了格莱美“最佳短篇音乐影片奖”，杰克逊获得了美国音乐奖“最受欢迎流行/摇滚男歌手”。
专辑跟随着的是备受好评的他的历史世界巡回演唱会，巡演于1996年9月7日展开，1997年10月15日结束。杰克逊在58个城市的82场演唱会上表演，共计450万歌迷入场，总收入高达1.65亿美元。演出横跨了五大洲的35个国家，成为杰克逊在观众人数方面最成功的巡回演唱会。在巡演期间，杰克逊与一名皮肤科护士，他多年的朋友黛比·罗薇结婚，临时举行的仪式在澳大利亚悉尼举行。在当时，罗薇已经怀孕大约六个月。起初，罗薇和杰克逊并没有计划结婚，但是杰克逊的母亲凯瑟琳说服他们这样做。長子迈克尔·约瑟夫·杰克逊一世（常称作“普林斯”，英语：Prince，意为王子）于1997年2月13日生於洛杉磯市錫安山醫療中心；女儿帕丽丝·迈克尔·凯瑟琳·杰克逊在1998年4月3日生於洛杉磯市比佛利山的一間疼痛科診所出生。杰克逊和罗薇于1999年友好的离婚，杰克逊得到了孩子全部的监护权，但是随后对子女监护权的诉讼直到2006年两人才达成了共识。
1997年，杰克逊发行了混音专辑《Blood on the Dance Floor: HIStory in the Mix》，专辑包含了《他的历史》专辑中打榜歌曲的混音版本和5首新歌。销量在全球范围内达到了600万张，是有史以来销量最高的混音专辑。专辑和主打歌曲《Blood on the Dance Floor》登上了英国排行榜的榜首（p. 610-611）。在美国，专辑被认定为白金唱片，但在排行榜上只达到了24名的位置（p. 48-50）。《福布斯》杂志指出杰克逊的年度收入在1996年为3500万美元，1997为2000万美元。
1999年6月，杰克逊参与了多项慈善活动。他在意大利的摩德纳参加了卢奇亚诺·帕瓦罗蒂的慈善募捐音乐会。这场演出是为支持为名“War Child”（战争儿童）的非营利组织，共为南斯拉夫联邦共和国的科索沃难民募捐了一百万美元，也为危地马拉的儿童募捐了额外的资金。同月晚些时候，杰克逊在韩国首爾和德国慕尼黑组织了兩場「麥可·傑克森與朋友們」慈善音乐会，参与演出的艺术家包括史莱许、蝎子乐队、大人小孩双拍档、路德·范德鲁斯、玛丽亚·凯莉、A·R·拉曼、帕布·德瓦、修芭娜、安德烈·波切利、卢奇亚诺·帕瓦罗蒂、李玟、劉德華、S.E.S.和H.O.T.。这些款项捐赠给了纳尔逊·曼德拉儿童基金会、国际红十字与红新月运动和联合国教科文组织。从1999年8月到2000年期间，杰克逊居住在纽约东74街4号。

### 2000－2002年：与唱片公司纠纷、發行《萬夫莫敵》
在世纪之交，杰克逊获得了全美音乐奖“20世纪80年代艺术家”的称号。2000年至2001年，杰克逊与泰迪·莱利、罗德尼·杰金斯及其他人在工作室中合作。2001年10月，专辑《萬夫莫敵》（Invincible）发布。这是杰克逊六年来首张标准长度的专辑，也是杰克逊逝世之前发布的最后一张正規专辑。该专辑发行之前，杰克逊与他的唱片公司索尼音乐娱乐发生了纠纷。杰克逊原本预期在21世纪早期他专辑的许可权会被归还到自己手中。一旦有了许可，他就能够随心所欲地推行自己的作品，并且得到所有的利润。但是因为合同中的各种条款，归还期限却是在多年之后。杰克逊发现代表自己的律师也同时代表索尼（p. 610-611）。杰克逊还担心，多年以来，索尼迫使他出售音乐版权中自己的份额。杰克逊担心索尼于自己之间可能有利益冲突，如果一旦杰克逊的事业失败，他就不得不以低价出售音乐版权中自己的份额。杰克逊试图提前终止他的合同（p. 610-611）。
2001年9月，为庆祝他单飞30周年，杰克逊在麦迪逊广场花园举办了两场三十周年音乐会。杰克逊与他的兄弟们自1984年以来首度在舞台上重聚。参加表演的还有Mýa、亚瑟小子、惠特妮·休斯顿、超级男孩、天命真女、莫妮卡·丹妮丝·布朗、路德·范德鲁斯、史莱许和其他艺术家（p. 50-53）。第二场演出在九一一袭击事件之前的晚上举进行。在9·11之后，杰克逊在华盛顿特区的肯尼迪纪念体育场组织了《United We Stand: What More Can I Give》慈善募捐音乐会。音乐会于2001年10月21日举行，表演汇集了数十位主要的艺术家，在谢幕时演唱了他创作的歌曲《What More Can I Give》。杰克逊在慈善音乐会中的个人表演被从电视版本中删除，但他在后台唱和声的镜头没有删减。删除的原因是与之前30周年音乐会的合同问题：杰克逊在音乐会中的表演被剪辑成两小时的电视特辑，名为《迈克尔·杰克逊：三十周年庆典》，于2001年11月首次播出。
虽然这些活动在《万夫莫敌》发行之前举行，但2001年10月新专辑也备受人们期待。《万夫莫敌》登上了13个国家的榜单，专辑在全球的发行量超过1300万张。在美国被认证为双白金唱片。但是，《万夫莫敌》的销量少于他之前所发行的专辑，部分原因是由于缺乏宣传、没有相应的世界巡演和与唱片公司的纠纷。专辑也是在音乐产业萧条的时期发行。这张专辑耗资3000万美元录制，不包括相关的推广费用。专辑中有三首歌曲作为单曲发行，分别是《You Rock My World》、《Cry》和《Butterflies》，后者没有发行音乐影片。杰克逊在2002年7月称当时索尼的总裁蒙托拉是“魔鬼”，是不支持他手下非裔美国艺术家的“种族主义者”，利用他们只是在为自己谋取私利的人。杰克逊指责蒙托拉将他的同事埃文·高帝叫做“肥黑鬼”（fat nigger，英文中对黑人有轻蔑意味的词）。索尼拒绝与杰克逊续约，并声称杰克逊因为拒绝在美国进行巡演，所以导致2500万美元花费的宣传活动失败。
2002年，迈克尔·杰克逊赢得了全美音乐奖“世纪艺术家”称号，这也是他第22次获得全美音乐奖。同年，杰克逊的第三个孩子普林斯·迈克尔·杰克逊二世（昵称“毯子”，英语：Blanket）於加州拉米薩市夏普格羅斯蒙特醫院出生。孩子的生母未知，按照杰克逊所说孩子是使用他的精子与代孕母亲透过人工授精产生的。在11月20日，杰克逊将孩子带到了柏林阿德龙饭店他房间的阳台上，歌迷站在窗外，孩子的脸用布遮住，杰克逊用右臂抱住孩子，但手臂已经越过阳台的围栏，房间距离地面有四层楼之高，这一行为广受媒体的批评，被称作“悬挂甩当事件”。杰克逊随后为此事道歉，称是“一个可怕的错误”。索尼发布了名为《Number Ones》的杰克逊畅销歌曲精选集。在美国，这张专辑被RIAA认证为3倍白金唱片；在英国被认证为6倍白金唱片，并且销售价至少达到了120万张。

### 2002－2005年：第二次被指控性侵犯儿童并最终被宣判无罪

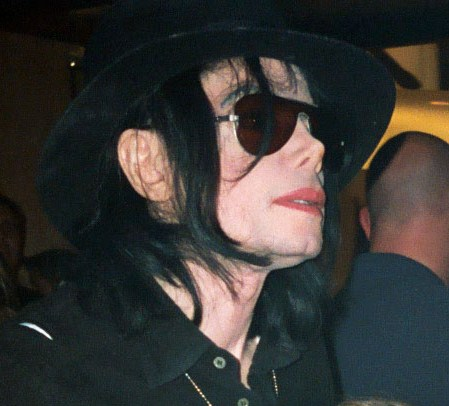
杰克逊在拉斯维加斯，2003年

从2002年5月开始，杰克逊允许英国记者马丁·巴希尔带领的纪录片剧组跟随着他，并在他身边拍摄。在柏林时将孩子“悬挂甩当事件”期间剧组就跟随着杰克逊。纪录片命名为《迈克尔·杰克逊大追踪》，于2003年3月播出，但将杰克逊描绘成一位异常的、有损形象的歌手。
片中有一个极具争议的镜头，是关于杰克逊与一名年轻的男孩牵着手，讨论住宿的安排（p. 640）。纪录片一播出，圣巴巴拉县检察官办公室就开始了犯罪调查。杰克逊于2003年11月被捕，并受到了与片中13岁男孩相关的7项性侵犯儿童和2项施用酒精指控（p. 640）。杰克逊否认全部的指控，称在外过夜与性没有关系。迈克尔·杰克逊的审判于2005年1月31日在加利福尼亚州圣玛丽亚开始，持续了5个月，在五月底结束。2005年6月13日，杰克逊被宣判所有指控均不成立。在审判之后，杰克逊作为谢赫阿卜·杜拉的客人高调宣布搬到巴林的波斯湾岛居住。根据杰梅因·杰克逊于2011年9月在伦敦《泰晤士报》上的声明，巴林也是当时如果杰克逊被判有罪家人打算让他去的地方（然而当时杰克逊并不知道这个计划）。

### 2006－2009年：晚年、关闭梦幻庄园与《This Is It》

杰克逊和他的幼子“毯子”在巴黎迪士尼乐园，2006年

2006年3月，梦幻庄园的主楼因为削减成本而关闭。在当时有大量的报道称杰克逊拥有财务问题。杰克逊已经拖欠对他音乐出版控股的2亿7000万美元贷款的偿还，即使那些控股据报道称一年为他赚取大约7500万美元。美国银行将债务出售给丰泽投资集团。据报道，索尼提出了重组议案，这可以使他们在未来选择购买他们共同拥有的出版公司中杰克逊一半的股权（为杰克逊留下了25%的股份）。杰克逊于2006年4月同意了索尼的再融资交易，但没有公布具体的细节。杰克逊当时没有与索尼或任何其他主要的唱片公司签约。
2006年初，有消息称杰克逊与总部位于巴林的双海唱片公司签约。但是交易从未完成，双海唱片的首席执行官盖·福尔摩斯后来也证实这笔交易没有完成。同年，索尼将80年代和90年代的单曲重新包装，以《迈克尔·杰克逊：远见卓识》（Michael Jackson: Visionary）命名，随后成为了套装。其中多数的单曲因此重返榜单。2006年9月，杰克逊和他的前妻黛比·罗薇证实他们就长期的子女监护权的诉讼达成了共识，其中的条款未公之于众，杰克逊仍对两个孩子拥有监护权。2006年10月，福克斯新闻的娱乐记者罗杰·弗里德曼说杰克逊在爱尔兰韦斯特米斯郡的工作室中录制唱片，但关于他在当时正在录制什么或谁在为其出资，自从他的公关发表声明宣称他已经离开双海之后就不得而知。
2006年11月，杰克逊邀请了“Access Hollywood”的摄制组到韦斯特米斯工作室，MSNBC新闻频道报道称他正在录制他的新专辑，由will.i.am和黑眼豆豆制作。杰克逊于2006年11月15日在伦敦举行的世界音乐奖上表演，并且接受了唱片销量过亿的“钻石奖”。杰克逊于2006年圣诞节之后回到了美国参加在佐治亚州奥古斯塔举行的詹姆士·布朗的葬礼。他朗读了悼词，称“詹姆士·布朗是我最大的灵感导师”。2007年的春天，杰克逊和索尼联手又购买了一家音乐出版公司：Famous Music，此公司以前由维亚康姆所有。这笔交易使他拥有了埃米纳姆、夏奇拉、贝克和其他人歌曲的版权。在此期间，杰克逊在纽约与词曲作家兼制作人will.i.am，在拉斯维加斯与制作人阿肯和RedOne录制了大量的歌曲。2007年3月，杰克逊在东京接受了美联社一个简短的采访，他说“我从6岁开始就进到了娱乐圈，像查尔斯·狄更斯所说‘这是一段最好的时光，也是一段最坏的时光’。但我不会改变我的生涯……虽然有些人故意伤害我，但我不为所动，因为我有一个充满爱的家庭，有一个坚强的信念，有着一直在支持我，并且在将来也会一直支持我的朋友和歌迷。”
2007年3月，杰克逊在美国陆军位于日本的座间基地迎接三千多名美国士兵和家属。主持人因杰克逊对美军士兵及家属的投入为他颁发了感谢信。
2007年9月，据报道杰克逊仍在和will.i.am合作，但是显然这张专辑从未完成。2008年，杰克逊与索尼为纪念《Thriller》发行25周年发布了《颤栗 25》。专辑中收录了由原先录制但未发行的歌曲《For All Time》和其他歌曲的混音版本。其中两首混音作品作为单曲发行：《The Girl Is Mine 2008》（与will.i.am混音）和《Wanna Be Startin' Somethin' 2008》（与阿肯混音）。第一首单曲是基于早期的试唱版本（Demo）混音，没有加入保罗·麦卡特尼的合唱。这两首单曲并没有获得太大的成功，但专辑本身非常卖座。为庆祝杰克逊的50岁生日，索尼BMG公司发行了一系列的打榜合辑，定名为《流行乐天王》（King of Pop）。与以前的专辑不同，这张专辑是透过世界各国的歌迷投票选出各国版本内所包含的歌曲。专辑在大多数所发行的国家登上了前十名的位置，并在其它将其进口的国家（例如美国）的销量也很高。

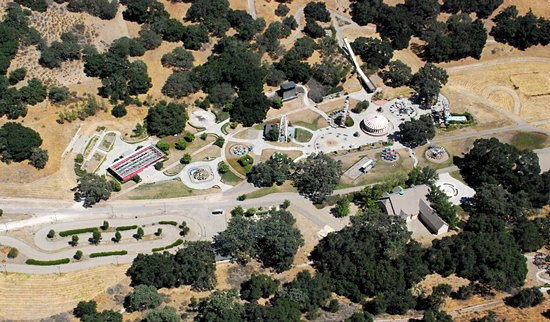
从空中俯瞰杰克逊占地2800 acre梦幻庄园的一部分

2008年底，丰泽投资集团扬言要取消梦幻庄园的赎回权，杰克逊曾将梦幻庄园作为抵押品换取了上千万美元贷款。然而，丰泽投资选择将杰克逊的债务变卖给殖民地资本公司。在11月，杰克逊将梦幻庄园的所有权转让给了梧桐谷牧场有限责任公司，这是杰克逊与殖民地资本公司的合资企业。这笔交易清除了杰克逊的债务，并且据说他甚至还获得了来自企业的额外3500万美元。在他去世的时候，杰克逊还拥有梦幻庄园/梧桐谷的股份，但不知道他持股的比例。2008年9月，杰克逊与朱利安拍卖行就展示和拍卖大约1,390件的收藏纪念品展开谈判。拍卖会定于4月22日至25日。被拍物品的展示于4月14日如期展开，但最后的拍卖在杰克逊的要求下取消。
2009年3月，杰克逊在伦敦的O2体育馆举行了新闻发布会，宣布举行名为《就是这样》的巡回复出演唱会。这是杰克逊在1997年完成HIStory世界巡回演唱会之后的首个大型巡演。杰克逊称可能在演唱会之后退休；他说这可能是他“最后的谢幕”。演唱会最初的计划是在伦敦举行10场，之后去往巴黎、纽约和孟买。AEG Live的总裁兼首席执行官兰迪·菲利普斯表示仅前十场的演出就会为杰克逊赚取大约五千万英镑。超过一百万张的门票在不到两小时内一扫而空，打破了史上销售速度最快演唱会门票纪录，主办方也因此将演出场次加至50场。巡演由肯尼·奥特加作为编舞导演，杰克逊在几个星期于位于洛杉矶的斯台普斯中心（由AEG所有）排练。演唱会定于2009年7月13日开始，于2010年3月6日结束。在伦敦首演前不到三周，所有场次的演唱会门票全部售罄，之后杰克逊因为心脏骤停逝世。在他逝世之前，有普遍的认为称他与克里斯汀·奥迪吉耶展开了服装生产线；由于他的逝世，当前品牌的状态仍是未知。
杰克逊的第一首遗作歌曲由他的遗产公司发行，名为《This Is It》，是由杰克逊与保罗·安卡于80年代合作编写。这首歌曲并不在演唱会的节目单中，歌曲的录制是基于当时的试唱磁带完成的。杰克逊在世的兄弟们自1989年以来首次重聚在录音室来录制歌曲的和声。2009年10月28日，有关演唱会排练的纪录片《Michael Jackson:This Is It》发行。尽管电影只有两周长的档期，但成为有史以来最卖座的纪录片或音乐会电影，在全球获得了2.6亿美元的票房。杰克逊的遗产公司获得了90%的利润。伴随着电影发行的还有同名的专辑。两个版本的新歌出现在专辑中，其他的歌曲按照电影中呈现的顺序排序，附赠曲目中包括以前未发行歌曲的版本，和由杰克逊朗诵的名为《Planet Earth》的诗。在2009年全美音乐奖中，杰克逊在逝世后赢得了四个奖项，其中他的专辑《Number Ones》赢得了两个奖项，这也使他获得的全美音乐奖总数达到26项。

## 逝世与纪念

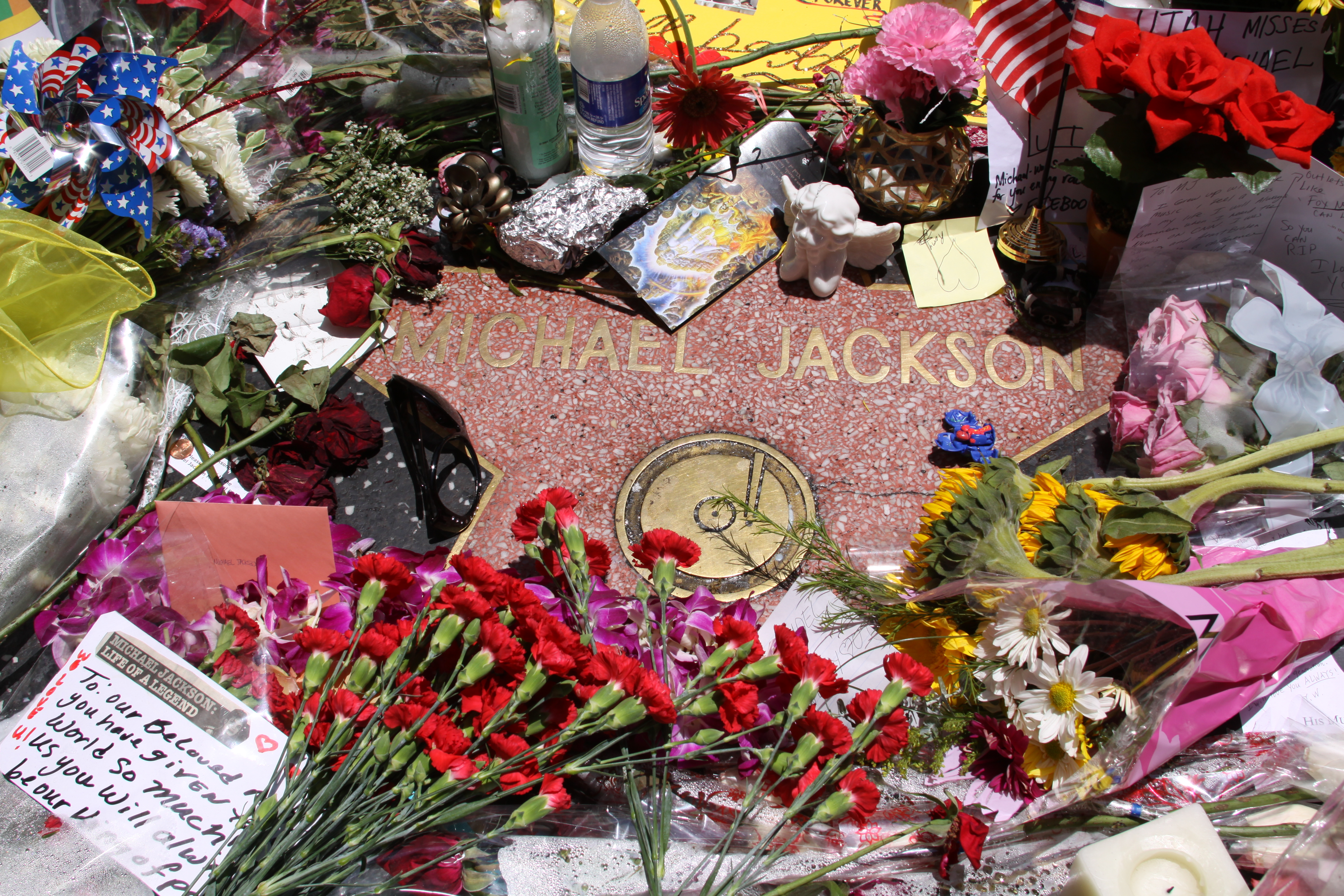
在杰克逊逝世当日，大批的歌迷前往好莱坞星光大道，为他献花。

2009年6月25日，杰克逊在他位于洛杉矶荷尔贝山租赁的住处逝世。他的私人医生康拉德·默里曾试图急救但没有成功。洛杉矶消防队的救护人员于12:22（太平洋夏令时间，协调世界时 19:22）接到911电话，并于三分钟后抵达杰克逊的住所。据报道，当时杰克逊已停止呼吸，救护人员对他进行心肺复苏术。杰克逊被紧急送往加州大学洛杉矶分校附属医疗中心急救，于13:13（协调世界时 20:13）抵达医院。当地时间14:26（协调世界时 21:26）迈克尔·杰克逊被宣告死亡。杰克逊的逝世引发全球性的悲痛。
杰克逊逝世这条新闻迅速在网络上传开，网友的访问剧增导致网站的访问缓慢以及服务器瘫痪。TMZ和洛杉矶时报的网站遭遇崩溃。谷歌最初认为数以百万计的人搜索“迈克尔·杰克逊”是搜索引擎遭遇到DDoS攻击，所以阻止有关于迈克尔·杰克逊的搜索长达30分钟。维基百科在15:15（太平洋夏令时间，协调世界时 22:15）和推特一样都遭遇崩溃。维基媒体基金会称在不到一小时内有将近一百万人访问杰克逊的生平，这可能是维基百科历史上访问量最多的一小时。美国在线即时通讯瘫痪40分钟。美国在线称这是“互联网历史上一个有重大意义的时刻”，又称“无论从广度还是深度来看，我们从来没有见过这样的事情。”
据报道，在新闻传开后，大约15%的推特，也等同於每分钟5,000条推文提到杰克逊，相比较而言，有关2009年伊朗总统选举和2009年H1N1流感大流行等前些时间的新闻头条只有5%。而网络流量从11%至少比正常水準提高二十多个百分点。音乐电视网和黑人娱乐电视台均马拉松式的播出杰克逊的音乐影片。杰克逊的特别报道在全世界的多个电视台播出。英国肥皂剧《东区人》在6月26日的剧集结尾为此增加一个环节。杰克逊的逝世成为《太阳报》的头版头条长达两周。在相同的时间段，美国三大电视网络的晚间新闻，ABC世界新闻、CBS晚间新闻以及NBC晚间新闻，多达34%的时间都在报道他，包括《时代》在内的很多杂志出版纪念版。电影《G型教主》中有关杰克逊二姐拉托亚的镜头因为对杰克逊家庭缺少尊重而被删减。
杰克逊的追思会于2009年7月7日在洛杉矶斯台普斯中心举行，在此之前，杰克逊的私人悼念仪式在森林草坪纪念公园的自由大厅举行。160万名歌迷在两天的申请期内申请门票，由于参与人数之多，主办方采用彩票式的方法最终以随机抽取8,750人，每人得到两张门票。杰克逊的灵柩出现在追思会现场，但没有关于遗体最终处置的消息发布。杰克逊的追思会是网络流媒体历史上观看人数最多的事件之一。据尼尔森估算，大约有3110万美国人观看追思会，相比较，2004年前总统罗纳德·里根下葬大约有3510万人收看，1997年戴安娜王妃的葬礼大约有3310万美国人收看。
玛丽亚·凯莉、史提夫·汪达、莱昂纳尔·里奇、约翰·梅尔、珍妮弗·赫德森、亚瑟小子、傑曼·傑克森以及夏恩·贾法戈利上场表演。貝里·戈迪和斯莫基·罗宾逊献上颂词，奎恩·拉提法朗读由马娅·安杰卢为杰克逊写的诗《我们曾拥有他》（We had him）。艾尔·夏普顿牧师告诉杰克逊的孩子“你们的父亲不是怪物，你们的父亲被迫对付的那些东西才是怪物。但是他不得不对付”时，赢得全场的起立鼓掌和欢呼。追思会上杰克逊11岁的女儿帕丽斯·凯瑟琳首次公开发言，她哭着说出“从我出生以来，爸爸一直就是你所能想象出的最好的父亲……我只想说我爱他……那么的爱他。”西奥斯·史密斯牧师做出最后的祈祷。8月24日，几个新闻媒体援引匿名的消息来源指出，洛杉矶验尸官已经决定将杰克逊的死亡看做一起杀人案；这一消息随后于8月28日由验尸官证实。在杰克逊死亡的时候已经被施用丙泊酚、劳拉西泮以及咪达唑仑。执法人员对他的私人医生康拉德·默里就过失杀人进行调查。2010年2月8日，默里被洛杉矶检方指控过失杀人罪。杰克逊于2009年9月3日在加州格伦代尔森林草坪纪念公园下葬。

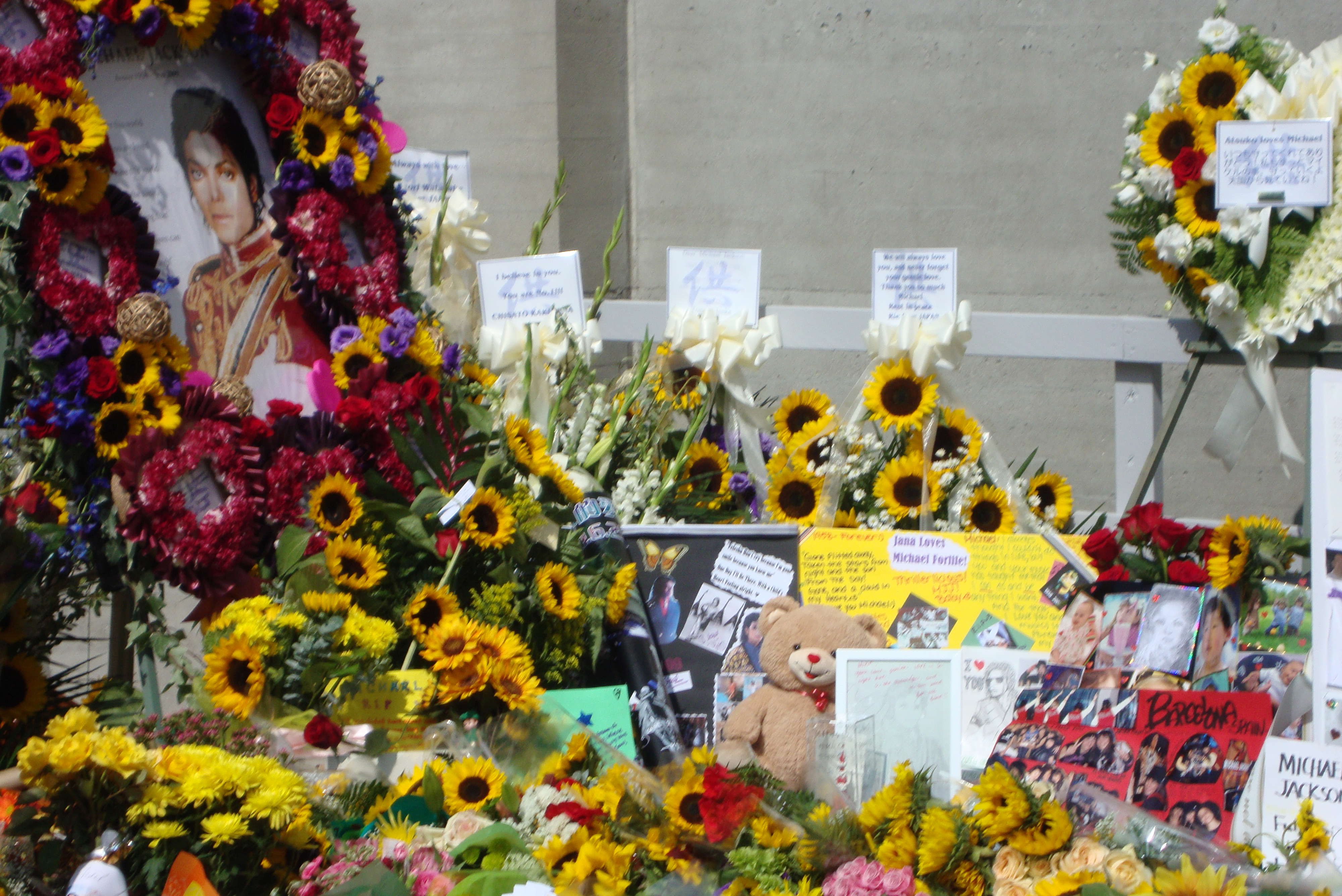
来自全世界的歌迷来到森林草坪纪念公园纪念杰克逊去世一周年

 2010年6月25日，在杰克逊逝世一周年之际，歌迷来到洛杉矶以表达对他的敬意。他们参观好莱坞星光大道上的杰克逊星、杰克逊的家以及森林草坪纪念公园。很多歌迷携带着向日葵和其他纪念物品。杰克逊的家庭和密友前来瞻仰。凯瑟琳回到印第安纳州加里市揭幕放置在杰克逊家前院的花岗岩纪念碑。纪念持续成烛光守夜活动和进行名为《We Are The World》的表演。6月26日，人们在洛杉矶警察局前的老帕克中心举行抗议游行，并递交要求公正的数千人签名的请愿书。杰克逊家族基金会和VoicePlate制作公司举办了一场名为“永远的迈克尔”（Forever Michael）的纪念活动，活动集合杰克逊的家人、名人、歌迷、支持者和社区人士，歌颂并荣耀他一生的成就。活动所得收入的一部分捐献给杰克逊最热衷的慈善事业。凯瑟琳还介绍她的新书《永不说再见》（Never Can Say Goodbye）。

### 后续

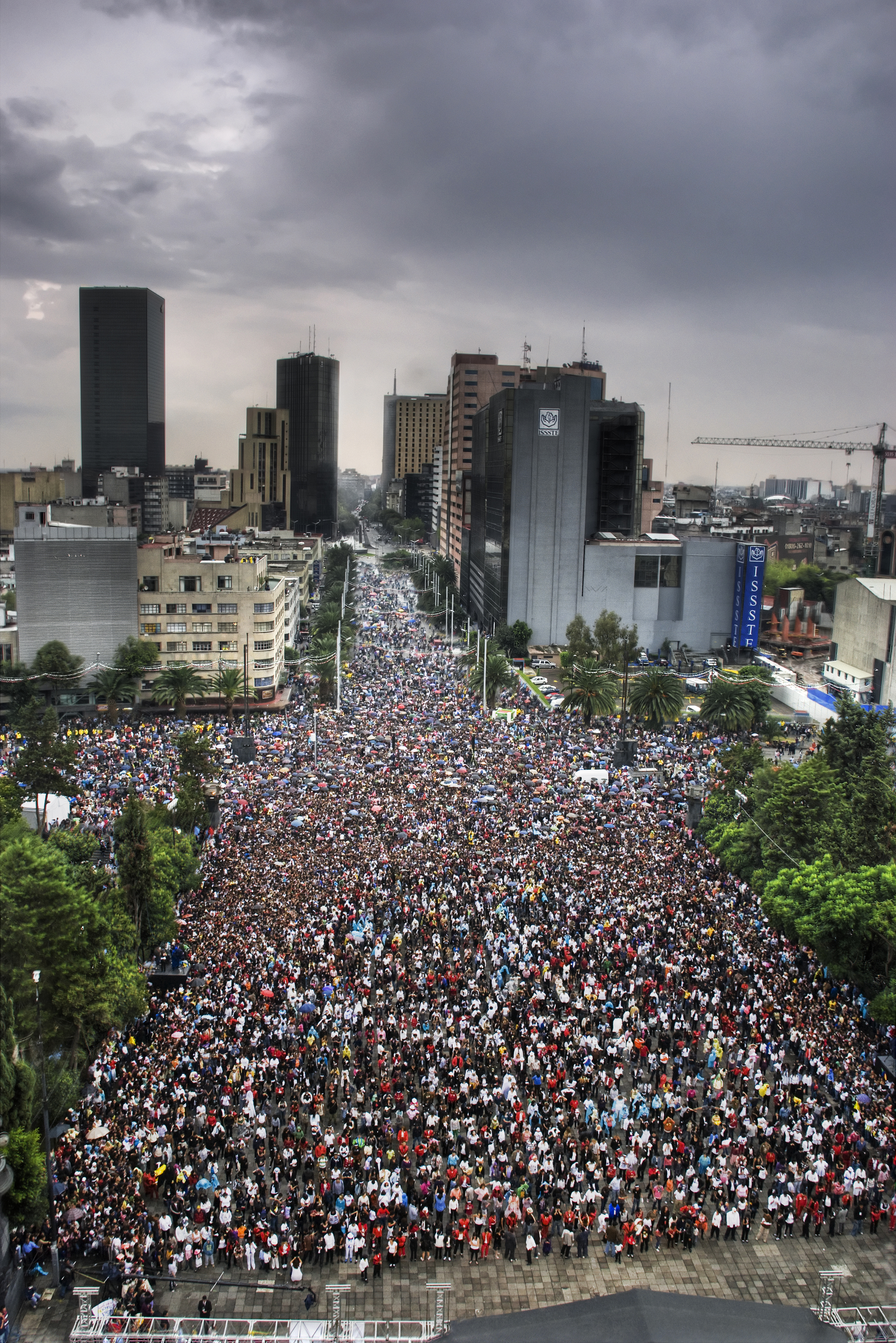
1.3万人同时表演杰克逊《Thriller》的舞步，创造新的吉尼斯世界纪录（2009年，墨西哥城）

在杰克逊逝世后，他成为2009年专辑畅销最多的艺术家。在他去世后的12个月内，他在全美国的专辑销量超过820万张，以及全球范围内总计3500万的销量。杰克逊成为在下载历史上首位在一周内下载量达到100万的艺术家，以及歌曲打破260万下载量的记录。在他去世后，三张专辑的销量超过任何一张新出的专辑，这也是首次过去的专辑比任何新专辑更卖座。杰克逊也成为美国历史上首位在单独一年内4张专辑登上最畅销专辑前20位。由于销量的激增，索尼公司宣布他们已和遗产公司延长持有的发行权。由索尼音乐所持有的经销权原本将于2015年到期。2010年3月16日，索尼音乐娱乐公司率先在其旗下的哥伦比亚/史诗唱片集团签订新的杰克逊歌曲发行权，并扩展他们的分销权至少到2017年，并获准发行10张有关以前未发行歌曲材料的专辑或已发行作品的收藏辑。2010年11月4日，索尼宣布杰克逊的第一张遗作专辑《迈克尔》，并于12月14日发行，专辑的宣传单曲《突发新闻》（Breaking News）于11月8日在电台播放。这份协议是音乐行业里前所未有的，因为它是涉及到单一艺术家的史上最贵的音乐合同；据报道索尼音乐为这份协议支付2.5亿美元。电子游戏公司育碧软件宣布会在2010年假日季发布一款有关迈克尔·杰克逊的舞蹈音乐游戏。游戏的名称为《迈克尔·杰克逊：体验》（Michael Jackson: The Experience），率先在Kinect和PlayStation Move平台发行，微软Xbox 360和索尼PlayStation 3平台于同年的后期发布。
2010年11月3日，戏剧表演公司太阳马戏团宣布于2011年10月在蒙特利尔首次公演《迈克尔·杰克逊：不朽世界之旅》，并在拉斯维加斯进行固定性表演。这场时长90分钟，耗资5700万美元的巡回舞台秀将杰克逊的标志性音乐作品和编舞与太阳马戏团的艺术、舞蹈以及空中表演结合起来，包含65名艺术家，由杰米·金编导。2011年10月3日，原声专辑《不朽》（Immortal）被宣布发行，专辑包含40首由凯文·安图尼斯重新制作的杰克逊的原创录音。2013年2月21日，太阳马戏团宣布第二场更大更具戏剧性的表演，定名为《迈克尔·杰克逊：第一》（Michael Jackson: One），成为拉斯维加斯曼德勒海湾度假村的常驻表演。表演依旧由杰米·金编导，于2013年5月23日在新装修的剧场开始运作，在评价和商业上都是一次成功。
2011年4月，杰克逊多年的好友，亿万富商，富勒姆足球俱乐部的主席穆罕默德·法耶兹揭幕矗立在克拉文农场球场外的杰克逊雕像。富勒姆的球迷因为不理解杰克逊与俱乐部的关系而对雕像感到困惑。法耶兹为雕像做辩护并对球迷说如果不欣赏它就“下地狱去吧”。但雕像于2013年9月被移走。
2012年，为了结束家庭的公共争斗，杰克逊的哥哥傑曼·傑克森收回针对杰克逊遗产继承权的公开批评信和他母亲的顾问对于他弟弟遗嘱合法性质疑的签名。蒂托·杰克逊的儿子T.J·杰克逊在错误的报道凯瑟琳·杰克逊走失后被给予迈克尔·杰克逊孩子的共同监护权。
2013年5月16日，编舞家韦德·罗布森在《今日秀》上声称杰克逊从他七岁的时候就开始“对我进行性表演并强迫我对他进行性表演”长达七年。韦德曾经在杰克逊2005年性侵犯儿童的案件上为杰克逊辩护。杰克逊遗产的律师称韦德的言论“可耻并且可悲”。定于2014年6月2日的听证会将决定韦德是否可以起诉杰克逊遗产管理委员会。2014年2月，据报道，美国国家税务局称杰克逊遗产管理委员会亏欠7.02亿美元，包括5.05亿的税款以及他们低估杰克逊遗产财富所处罚的1.97亿美元。
2014年3月31日，史诗唱片公司宣布将发行名为《超脱》的专辑，专辑收录此前未发行的8首曲目，于5月13日正式发行。2014年5月12日，另外一名名为吉米·塞夫查克的年轻人起诉杰克逊的遗产公司，称在80年代晚期“从10岁到14或15岁的时候”杰克逊对他进行性侵犯。
在2014年公告牌音乐奖期间，运用全息投影技术，杰克逊的影像被呈现在舞台上，作出经典的舞台动作，并演唱第二张遗作专辑《超脱》中的歌曲《Slave to the Rhythm》。
2018年，Michael Jackson 逝世十周年，巴黎時裝品牌 Balmain為了向這位天王巨星致敬，展出一個滿有八十年風格的系列。

## 艺术才能

### 音乐启蒙

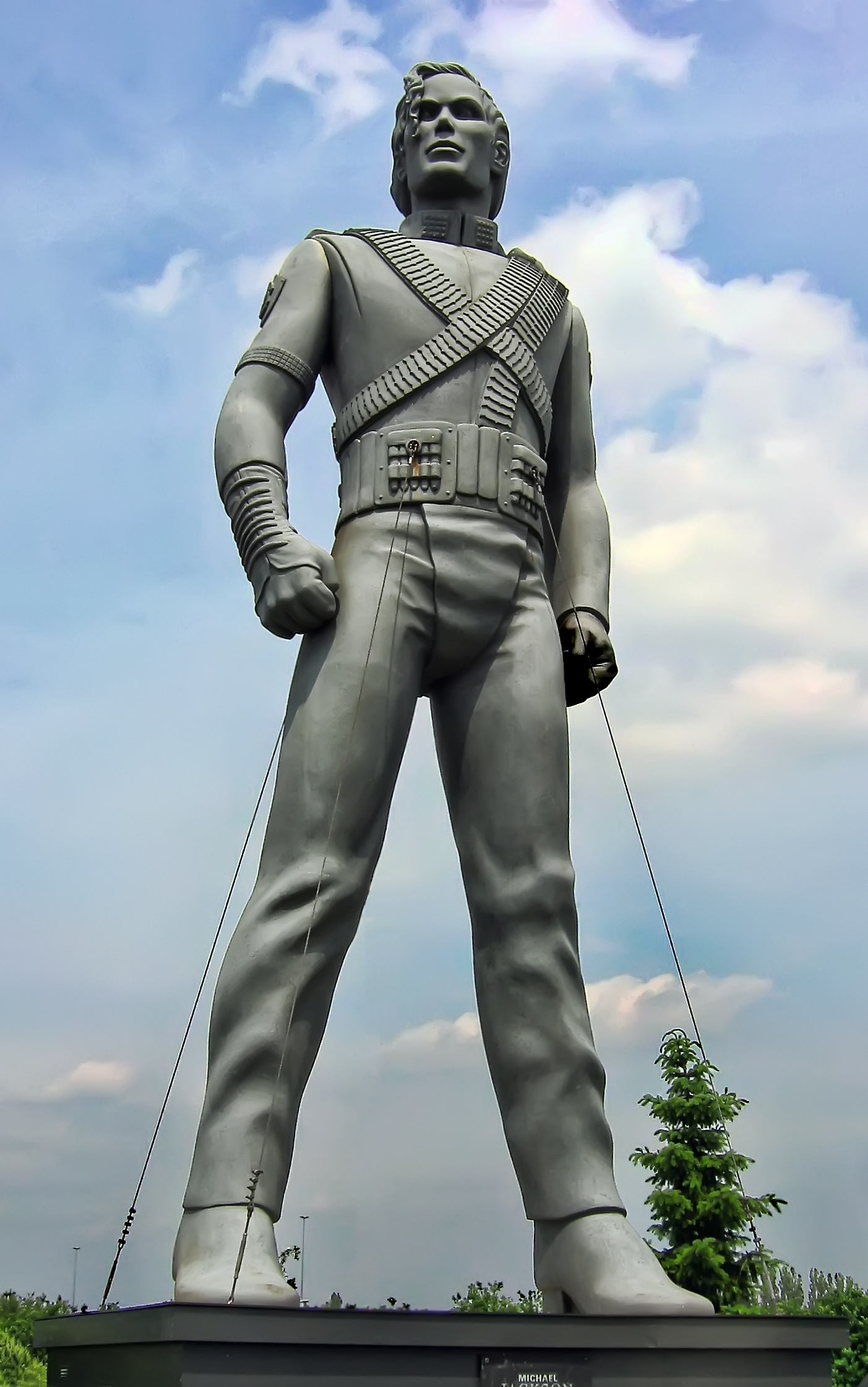
一座于全欧洲展出的宣传专辑《HIStory》的雕像

杰克逊的音乐扎根于节奏布鲁斯、流行乐以及灵魂乐。他受影响于多个音乐家的作品，例如小理查德、詹姆士·布朗、傑基·威爾森、戴安娜·罗斯、弗雷德·阿斯泰尔、小萨米·戴维斯、金·凯利、大衛·魯芬艾斯禮兄弟合唱團、比吉斯以及在《避开》和《Bad》影片中作出贡献的《西区故事》的舞者。杰克逊1971年结识了正在为戴安娜·罗斯的电视特辑《戴安娜！》（Diana!）设计舞蹈动作的大卫·温特斯，两人成为朋友，据大卫所述，杰克逊几乎每周都要看一遍《西区故事》，这是杰克逊最喜欢的电影。小理查德对杰克逊产生了很大的影响，而詹姆斯·布朗则是对杰克逊的灵感启发最大的人。在谈到布朗时，杰克逊称：“当我是一个小孩子，不超过六岁的时候，无论是我在睡觉，还是我在做什么，无论是什么时间我妈妈都会叫醒我，去看在电视上播放的大师之作。而当我看到他的动作，我被迷住了，我从来没有见过一个演员的表演像詹姆斯·布朗一样，就在那时，因为詹姆斯·布朗，我知道这正是我余生想要做的事情。”
年轻的迈克尔·杰克逊把他演唱技巧的很大一部分归功于戴安娜·罗斯。罗斯对他不仅给他以母亲一般的形象，她还在排练时作为一位多才多艺的表演者一样观察。他后来表示：“我认识她真好。她教给我很多东西。我以前只是坐在角落里看她的动作。她是在运动当中的艺术。我学习她的动作，她唱歌的方式 - 就是她做的那样。”他告诉她：“我想成为像你那样，戴安娜。"她说：“你只要做自己就好。”（p. 60）杰克逊将他延长音的演唱方式归功于罗斯，特别是他对“oooh”插入音的使用。从年轻的时候开始，杰克逊就经常在小节的停顿处加入一个突然的插入音“oooh”。戴安娜·罗斯曾在乐队“The Supremes”录制的很多歌曲中使用过这种效果（p. 64）。

### 音乐主题与流派
有别于很多艺术家，杰克逊并不在纸上写歌，而是会用录音机将声音录下来，并会将脑海中想到的歌词唱出来。他大多数的歌曲，例如《Billie Jean》、《Who Is It》和《Tabloid Junkie》，都会用到节奏口技并用人声模仿乐器及其他声音，而不是演奏真正的乐器。杰克逊曾提到用人声演唱鼓声和贝斯要比演奏乐器更为简单。有几位评论家曾说过杰克逊清晰的嗓音能够令人信服的代替乐器。Allmusic的史蒂芬·休伊说过，贯穿他整个的单飞生涯，杰克逊的多才多艺使他能够体验各种类型的音乐主题和流派。作为一位音乐家，他涉猎的范围从摩城时期的舞曲和情歌，到铁克诺音乐及结合了放克节奏和硬式摇滚吉他的浩室音乐周边的新杰克摇摆。

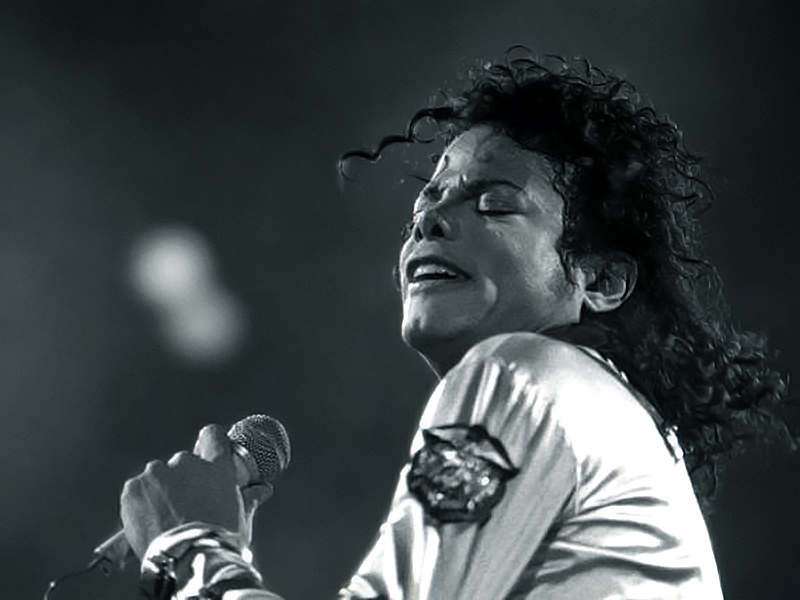
杰克逊于1988年在他破纪录的Bad世界巡回演唱会上表演

 休伊指出专辑《Thriller》要比专辑《墙外》更具优点；舞曲和摇滚更加激烈，而流行曲调和情歌更加柔和深情。比较有名曲目包括情歌《The Lady in My Life》、《Human Nature》和《The Girl Is Mine》；放克曲目《Billie Jean》和《Wanna Be Startin' Somethin'》；及后迪斯科作品《Baby Be Mine》和《P.Y.T.》（Pretty Young Thing）。随着《Thriller》的发行，《滚石》杂志的克里斯托弗·康奈利评论道杰克逊形成了他日后长期使用的更加偏执并更具黑暗意象的潜意识主旋律。Allmusic的斯蒂芬·托马斯·埃尔文提到这在歌曲《Billie Jean》和《Wanna Be Startin' Somethin'》中有明显的体现。在《Billie Jean》中，杰克逊演唱的是关于一位痴狂的歌迷声称他是她孩子的父亲。在《Wanna Be Startin' Somethin'》中，他对八卦和媒体进行了争论。在《避开》中公开谴责了帮派暴力，对《西区故事》表示敬意，据休伊称这也是杰克逊第一首成功的摇滚跨界作品。他还指出，主打歌《Thriller》开始了杰克逊对超自然现象主题的兴趣，这一主题在随后的几年中也有提及。1985年，杰克逊合作谱写了慈善歌曲《We Are The World》；人道主义成为后来成为他歌词和公众人物中反复出现的主题。
在专辑《Bad》中，摇滚歌曲《Dirty Diana》表现出杰克逊掠夺情人的概念。主打单曲《I Just Can't Stop Loving You》是一首传统的情歌，而《Man In The Mirror》是一首关于忏悔和决心的使人唤醒和振奋的情歌。《Smooth Criminal》是一首有关血腥的攻击、蹂躏及谋杀的歌曲。Allmusic的斯蒂芬·托马斯·埃尔文指出专辑《Dangerous》表现出杰克逊是一个自身充满矛盾的个体。他评论道这张专辑比《Bad》更为多元化，因为专辑在吸引普通市民的同时，像歌曲《Heal The World》也能吸引中产阶级。专辑的前半部分曲风为新杰克摇摆，包括歌曲《Jam》和《Remember The Time》。这是杰克逊首张以社会弊病为主题的专辑；例如歌曲《Why You Wanna Trip on Me》抗议了世界饥饿、艾滋病、无家可归和毒品问题。专辑收录了关于他受到性犯罪指控所创作的歌曲《In the Closet》专辑的同名歌曲继承了先前掠夺式的爱与心中失控欲望的主题。专辑的第二部分包括了像《Will You Be There》、《Heal The World》和《Keep the Faith》这样有关内省与虔诚的歌曲；这些歌曲表明杰克逊对个人的艰难和担忧向世人敞开心扉。在情歌《Gone Too Soon》中，杰克逊向他的好友瑞安·怀特及其他处在艾滋病困境中的人表达敬意。
专辑《HIStory》营造了一种多疑的气氛，专辑的焦点集中在杰克逊的艰辛和对公共事件挣扎的历程。在新杰克摇摆-放克-摇滚曲风的歌曲《Scream》和《Tabloid Junkie》，以及节奏布鲁斯情歌《You Are Not Alone》中，杰克逊对他感受到的不公正和孤独进行了反抗，并且直接表达了他对媒体的愤怒。在情歌《Stranger in Moscow》中，杰克逊对他“声誉的降低”感到悲痛。歌曲《Earth Song》、《Childhood》、《Little Susie》和《Smile》都是歌剧风格的流行作品。在歌曲《D.S.》中，杰克逊对地方检察官汤姆·斯诺登进行了讽刺。他将斯诺登描述做一个令人讨厌的，有白人优越主义的，想“抓到我，不论死活”（get my ass, dead or alive）的人。对此，斯诺登说“我还没有，或许应该说，因为他的那些荣誉而去听这首歌，但别人告诉我在歌曲的最后是一声枪响”。专辑《Invincible》表明杰克逊与制作人罗德尼·杰金斯之间的协作。专辑由城市灵魂乐曲风的《Cry》和《The Lost Children》，情歌类型的《Speechless》、《Break of Dawn》和《Butterflies》，和由嘻哈，摇滚及节奏布鲁斯融合的歌曲《2000 Watts》、《Heartbreaker》和《Invincible》组成。

### 演唱风格
杰克逊从孩童时期开始演唱，随着时间的推移，他的声音和演唱风格有着很明显的变化。从1971年至1975年，杰克逊的声音从男童声高音降到了男高音。他成年之后的音域是从F2到E♭6。杰克逊在1973年杰克逊五人组的专辑《G.I.T.: Get It Together》的歌曲《It's Too Late to Change the Time》中首次开始使用名为“嗝式唱腔”的演唱技巧。杰克逊完全的不再使用嗝式唱腔（有点像大口呼吸或者喘气）是到专辑《墙外》的录制：在歌曲《Shake Your Body》（Down to the Ground）的宣传影片中可以看出（p. 22）。70年代后期，专辑《墙外》发行之后，杰克逊的歌唱功力获得了好评。当时的《滚石》杂志将他的歌声与史提夫·汪达的“上气不接下气，梦呓式的口吃”相对比，还分析称“杰克逊清柔的高音美得异乎寻常，大胆却平顺滑进的惊人假声让人眼前一亮”。1982年专辑《Thriller》推出后，《滚石》杂志认为杰克逊当时的嗓音转变成“带有忧伤色彩”的“完完全全的成人歌声”。
杰克逊频繁的在歌曲中刻意的发错“come on”的读音，并且偶尔将其拼写成“c'mon”、“cha'mone”或者“shamone”，这也是在夸张的表现上对他的主要印象。90年代杰克逊的专辑《Dangerous》发行后，《纽约时报》指出有些曲目“他大口呼吸，声音带有紧张的忏抖，或是突然落入极度绝望的低声轻语，紧闭牙齿發出的嘶嘶声”和他的“语调悲苦”。但当唱到兄弟之情或其它正面议题时，杰克逊的歌声又会转回“柔和”。《滚石》杂志在对专辑《Invincible》评论时提到此时43岁的杰克逊的表现依然“精心诠释，并带着萦绕人心的和谐”。尼尔森·乔治在总结杰克逊的声音特点时以“优雅、压迫、吼叫以及自然的孩子气。他的假音、他的柔和，在在彰显了身为一代巨星的要素”作为开头（p. 24）。

### 音乐影片与编舞
杰克逊也常被称为“音乐影片之王”（King of Music Videos），Allmusic的史蒂夫·休伊称杰克逊将音乐影片转化成为一种艺术形式，透过复杂的故事情节、舞蹈动作、特效和客串演员作为呈现的手段，同时打破了种族的障碍。在《Thriller》之前，据称因为他是非裔美国人，所以他的音乐影片很难在全球音乐电视台（MTV）播出。在CBS唱片的压力之下最终让MTV播出了《Billie Jean》和之后《避开》的音乐影片，开始了与杰克逊的长期合作关系，也帮助其他黑人音乐艺术家得到了认可。MTV的员工否认他们有任何种族歧视或者因为压力而改变他们的立场，坚称他们播出的摇滚音乐是不分种族的。这些音乐影片的流行也促使当时创立不久的频道出名，也将频道的重点转向流行乐和节奏布鲁斯。杰克逊在《摩城唱片25周年：昨天，今天，永远》（Motown 25: Yesterday, Today, Forever）的表演改变了现场舞台表演的范畴，“杰克逊对口型演唱的《Billie Jean》本身并不非凡，但对口型的演唱没有改变演出的效果是非凡的，因为现场表演或者对口型演唱对观众来说没有什么不同”，因此使得艺术家可以在现场舞台表现音乐影片般精彩的表演。《Thriller》的编舞已经成为全球流行文化的一部分，从印度电影到菲律宾监狱的模仿表演，有关《Thriller》舞蹈的复制无处不在。《Thriller》也标志着音乐影片长度和规模的扩大，被吉尼斯世界纪录评为有史以来最成功的音乐影片。
在由马丁·斯科塞斯导演的19分钟长的《Bad》音乐影片中，杰克逊开始使用一些性意象和此前未使用过的编舞方式。他偶尔抓住或触碰他的胸膛、躯干和胯部。1993年，奥普拉在采访时问到杰克逊为何抓住胯部，他回答“我认为是潜意识在作怪”，称这并不是事先设计好的，而是按照音乐很自然就会发生的。然而歌迷和评论家对此评价不一，《时代》杂志称其为“下流”。韦斯利·斯奈普斯在影片中客串，在此后杰克逊的音乐影片中，也经常能看到有著名演员的客串。在《犯罪高手》的影片中，杰克逊尝试了一种让表演者的身体反重力前倾45度角的表演，超过了自身的重心系统。为了在现场表演时完成这种舞步，杰克逊和设计师发明了一种特殊的可以将表演者的脚和舞台相连接的鞋子，做到让人的身体前倾。这个装置被申请为美國專利第5,255,452号。虽然《Leave Me Alone》的音乐影片没有在美国正式发行，但在1989年，它获得了三项公告牌音乐影片奖的提名，同年赢得了金狮奖的最佳特技奖，在1990年赢得了格莱美最佳短篇音乐影片奖（p. 43-44）。
杰克逊于1988年获得了“MTV音乐影片先锋奖”，并于1990年获得了“MTV音乐影片先锋奖之十年奖”以表彰他在80年代对艺术形式所做的贡献；1991年，此奖项被重新命名为“迈克尔·杰克逊音乐影片先锋奖”（p. 45-46）。《Black Or White》的音乐影片颇具争议，影片于1991年11月14日于27个国家同时播出，据估算观众达到了5亿人，是当时收视率最高的音乐影片。影片中有涉及到性和暴力的场面，14分钟版本的后半部分被删减以防止影片被禁播，随后杰克逊为此道歉。麦考利·卡尔金、佩吉·利普顿和乔治·温特在影片中客串。片中使用了影像变形，在此后这也成为音乐影片中一项重要的技术。
《铭记这一刻》（Remember the Time）影片的制作很精心，时长超过九分钟，成为杰克逊最长的音乐影片之一。影片的情景设置在古埃及，使用了突破性的视觉效果，埃迪·墨菲、夏奈尔·伊曼和魔术师约翰逊在片中客串，杰克逊使用了一套独特且复杂的舞蹈动作。《In the Closet》的影片是杰克逊最具性意向的作品，超级名模纳奥米·坎贝尔在片中与杰克逊跳求偶舞蹈。这个音乐影片在南非因为性意向而被禁播（p. 45-46）。
《Scream》的音乐影片由马克·罗曼尼克导演和汤姆·福登制作，是杰克逊最受好评的音乐影片之一。在1995年，它获得了11项MTV音乐影片奖提名，超过了其他任何一部音乐影片，最后赢得了“最佳舞蹈影片”、“最佳编舞”和“最佳艺术指导”三个奖项。这首歌曲及音乐影片是杰克逊于1993年被指控猥亵儿童等负面报道之后在媒体上的正面反映。一年之后，影片赢得了格莱美最佳短篇音乐影片奖。影片的造价超过700万美金，被吉尼斯世界纪录评为最昂贵的音乐影片（p. 48-50）。
《Earth Song》音乐影片的拍摄造价也很昂贵，影片深受欢迎，获得了1997年格莱美最佳短篇音乐影片的提名。影片以自然环境为主题，展现了虐待动物、砍伐森林、污染和战争的场景。然后使用特效，将时间倒流，生命复活、战争结束并且森林重新生长（p. 48-50）。由杰克逊和斯蒂芬·金创作，斯坦·温斯顿导演的短篇电影《Michael Jackson's Ghosts》（迈克尔·杰克逊：鬼怪）于1996年在戛纳电影节首映，于1997年发行，影片的时长超过38分钟，保持着世界上最长的音乐影片的吉尼斯世界纪录。（p. 48-50）（p. 610-611）

## 传承与影响

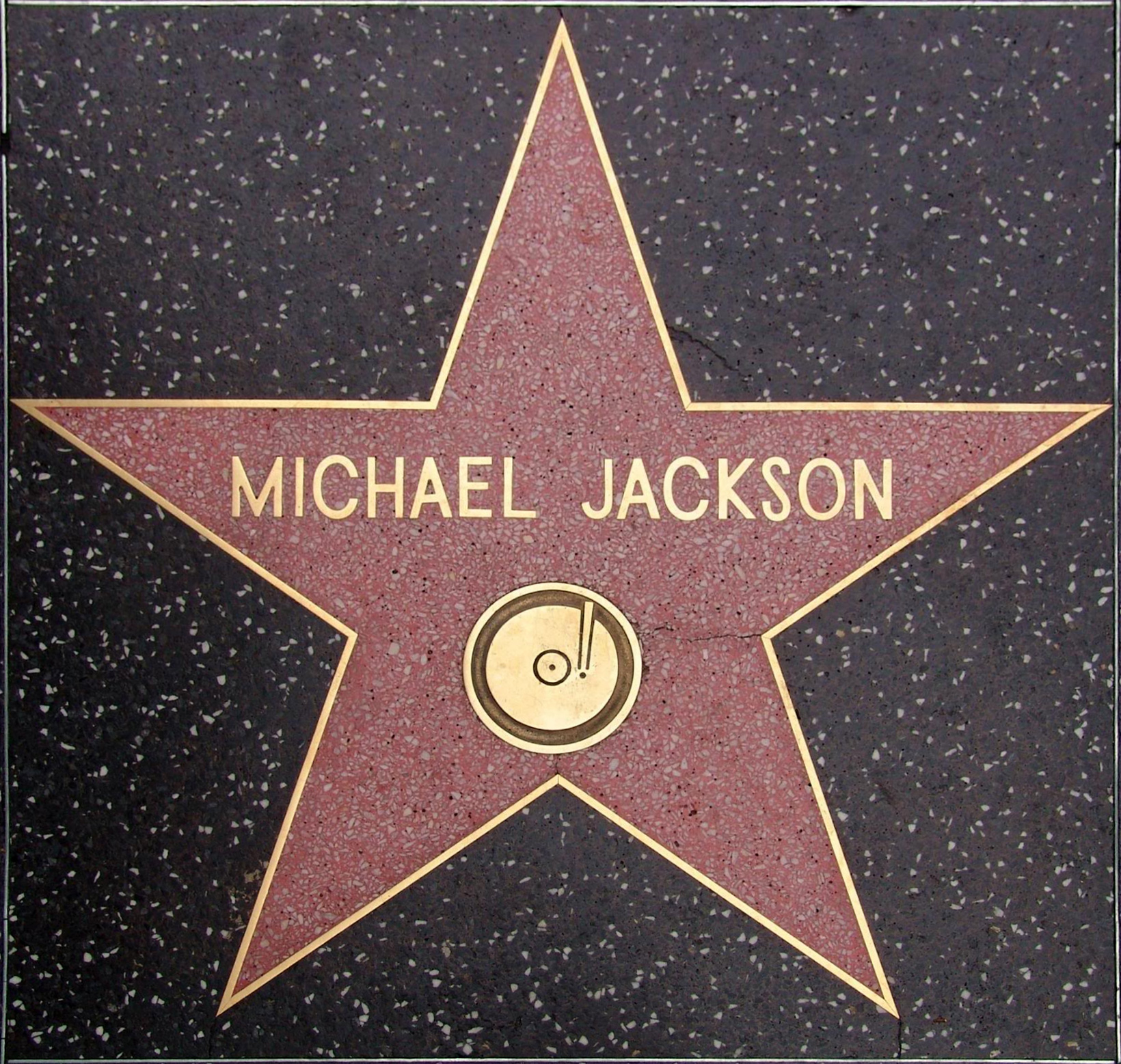
好莱坞星光大道于1984设置的迈克尔杰克逊星

媒体常尊称杰克逊为“流行乐之王”（King of Pop）。每日电讯报的作者汤姆·厄特利于2003年称杰克逊是一位“天才”并且“极度重要”。他的音乐和人道主义贡献对全世界的年轻一代有着“无与伦比”的影响。杰克逊的音乐和影片，例如《Thriller》，促进了种族的多元化，帮助当时创立不久的电视频道“全球音乐电视台”的出名，将频道的重点由摇滚乐转向节奏布鲁斯和流行乐，并将其塑造成一种持久的艺术表现形式。杰克逊的作品持续影响着许多嘻哈音乐、摇滚乐、流行乐以及节奏布鲁斯的音乐家。黑人娱乐电视台称杰克逊创造了革命性的音乐，将月球漫步这样的舞蹈动作传向世界。杰克逊的声音、风格、舞动和传奇将继续激励所有流派的艺术家”。
Allmusic的史蒂夫·休伊称杰克逊是“一股不可阻挡的力量，他拥有可以让人瞬间识别的声音，令人眩目的舞蹈动作，令人惊叹的音乐才能和纯粹的明星魅力。”在80年代中期，《时代》杂志的流行音乐评论员杰·库克称“杰克逊是自披头士以来最重要的明星，自猫王以来最炙手可热的独唱歌手，可能是有史以来最流行的黑人歌手”。2007年，杰克逊说“音乐一直是我的出路，是给全世界热爱音乐的人的礼物。透过它，我的音乐可以让我获得永生。”
2009年6月25日，在杰克逊逝世后不久，全球音乐电视台播放了数小时杰克逊的音乐影片，并插播相关的新闻特别节目和对其他名人的采访。频道随后将其他节目的时间表临时做了调整，以方便直播杰克逊的公共悼念仪式。2009年7月7日追思会当天，摩城唱片的创始人巴里·戈迪称杰克逊是“有史以来最伟大的艺术家之一”。
2010年，两位大学图书管理员发现杰克逊的影响已经扩大到学术界，杰克逊在一系列议题的学术文献中被提及。两位研究者梳理了不同学者的著作，并根据这些著作编制了一本附有注释的参考书目。参考书目中提及了有关杰克逊在音乐、流行文化、化学以及其他一系列领域的研究报告。

## 荣誉与奖项
迈克尔·杰克逊于1980年和1984年分别以杰克逊五人组成员的身份和个人艺术家的身份登上了好莱坞星光大道。杰克逊在生涯中获得了大量的荣誉和奖项，其中包括世界音乐奖的“千年流行歌曲销量最高男歌手奖”、全美音乐奖的“世纪歌手奖”以及斑比奖的“千年流行歌手奖”（p. 50-53）。杰克逊两次入选摇滚名人堂，第一次是1997年作为杰克逊五人组的成员，第二次是2001年以个人的身份入选。他也入选了其它名人堂，包括1999年进入音乐组合名人堂（作为杰克逊五人组的成员）、2002年进入作曲家名人堂（p. 50-53）以及2010年进入舞蹈名人堂，他是第一位也是目前为止唯一一位进入到舞蹈名人堂的从事流行和摇滚音乐的艺术家。
杰克逊获得的奖项包括多项吉尼斯世界纪录（在2006年这一年就获得了8个）；13个格莱美奖（以及格莱美传奇奖和格莱美终身成就奖）；26个全美音乐奖（包括“世纪艺术家”和“20世纪80年代艺术家”），为所有艺术家之最；单飞生涯中13个全美单曲销量第一（在公告牌百强单曲榜中超过其他任何一位男歌手）以及全球销量超过5亿的记录，使他成为有史以来歌曲销量最高的歌手之一。
2009年12月29日，美国电影协会称杰克逊的逝世是一个“有意义的时刻”，还称“迈克尔·杰克逊在六月份的突然死亡让全世界流露着悲伤，有关他演唱会彩排的电影《就是这样》是前所未有的世界悼词”。杰克逊也曾获得联合黑人学院基金会的人道文学博士学位和菲斯克大学的人道文学博士荣誉学位。

## 收入与身价
据估算，迈克尔·杰克逊一生所赚取的收入约为7.5亿美元。他透过索尼音乐所销售的唱片大约获得了3亿美元的专利费，在演唱会、音乐出版、推销和音乐影片方面可能获得了4亿美元。但很难估算杰克逊自己所拿到的钱数，因为要考虑到税费、录制成本和生产成本。

### 生前净资产值
下表列出了三个关于杰克逊资产净值的详细估算，其净资产在负2.85亿美元到正3.50亿元的之间。
| 迈克尔·杰克逊资产净值估算 | 迈克尔·杰克逊资产净值估算 | 迈克尔·杰克逊资产净值估算 | 迈克尔·杰克逊资产净值估算 | 迈克尔·杰克逊资产净值估算 |
| 年份 | 资产                      | 负债                      | 资产净值                  | 参考                      |
| --- | ------------------------- | ------------------------- | ------------------------- | ------------------------- |
| 2002 | 1.3亿美元                 | 4.15亿美元                | -2.85亿美元               | [ 367 ]                   |
| 2003 | 5.5亿美元1                | 2亿美元                   | 3.5亿美元                 | [ 368 ]                   |
| 2007 | 5.676亿美元2              | 3.31亿美元                | 2.36亿美元                | [ 369 ]                   |
| 附注：1索尼/联合电视的50%股份及其它音乐出版的份额为4.5亿美元；梦幻庄园、恩西诺和拉斯维加斯的房屋以及其它资产为1亿美元 250%与索尼/联合电视共享的股份为3.906亿美元；梦幻庄园价值3300万美元；汽车、古董、收藏品和其他财产价值2000万美元；现金668,215美元 |                           |                           |                           |                           |

### 逝世时的净资产值、美国联邦遗产税分歧
2013年7月26日，美国国家税务局依据美国联邦遗产税在国家税务法庭对杰克逊遗产管理人（迈克尔·杰克逊遗产管理委员会）进行起诉。杰克逊去世后，其遗产管理方与税务部门在遗产估值上出现巨大分歧。遗产管理方称遗产价值为700万美元，而税务部门声称价值为11亿美元，需要追缴的遗产税加罚款超过7亿美元。此案定于2017年2月6日审理。
2016年，福布斯杂志估算了杰克逊遗产方该年的年总收入为8.25亿美元。索尼于该年收购了杰克逊遗产方所持的索尼/联合电视50%的股份，这是年总收入的主要来源。杰克逊死后的连续八年时间，Fact|其年总收入均超过一亿美元。

### 逝世后的年总收入
| 年份 | 收入             | 参考    |
| ---- | ---------------- | ------- |
| 2010 | 275,000,000 美元 | [ 374 ] |
| 2011 | 170,000,000 美元 | [ 375 ] |
| 2012 | 145,000,000 美元 | [ 376 ] |
| 2013 | 160,000,000 美元 | [ 377 ] |
| 2014 | 140,000,000 美元 | [ 378 ] |
| 2015 | 115,000,000 美元 | [ 379 ] |
| 2016 | 825,000,000 美元 | [ 380 ] |

## 专辑列表
| 年份 | 中文名称                               | 英文名称                                     |
| ---- | -------------------------------------- | -------------------------------------------- |
| 1972 | 《約定》                               | Got to Be There                              |
| 1972 | 《小班的歌》                           | Ben                                          |
| 1973 | 《音乐与我》                           | Music & Me                                   |
| 1975 | 《永远的迈克尔》                       | Forever, Michael                             |
| 1979 | 《牆外》                               | Off the Wall                                 |
| 1982 | 《顫慄》                               | Thriller                                     |
| 1987 | 《飆》                                 | Bad                                          |
| 1991 | 《危險之旅》                           | Dangerous                                    |
| 1995 | 《他的历史：昨日，今日，明日－第一辑》 | HIStory: Past, Present and Future, Book I    |
| 1997 | 《赤色風暴：歷史混音輯》               | Blood on the Dance Floor: HIStory in the Mix |
| 2001 | 《萬夫莫敵》                           | Invincible                                   |

### 遗作专辑
| 年份 | 中文名称     | 英文名称   |
| ---- | ------------ | ---------- |
| 2009 | 《就是這樣》 | THIS IS IT |
| 2010 | 《迈克尔》   | Michael    |
| 2014 | 《超脫》     | Xscape     |

## 电影列表
| 年份 | 电影                        | 导演            | 参考       |
| ---- | --------------------------- | --------------- | ---------- |
| 1978 | 《新绿野仙踪》              | 希德尼·鲁迈特   | [ 381 ]    |
| 1986 | 《伊奥船长》                | 弗朗西斯·科波拉 | [ 382 ]    |
| 1988 | 《月球漫步者》              | 杰瑞·克雷默     | [ 383 ]    |
| 1997 | 《迈克尔·杰克逊：鬼府神宮》 | 斯坦·温斯顿     | （p. 610） |
| 2002 | 《黑衣人2》                 | 巴里·索南菲尔德 | [ 384 ]    |
| 2004 | 《漂流女孩与荒岛姑娘》      | 布莱恩·斯托勒   | [ 385 ]    |

### 逝世后的纪录片
| 年份 | 电影                                    | 导演              | 参考    |
| ---- | --------------------------------------- | ----------------- | ------- |
| 2009 | 《迈克尔·杰克逊：就是这样》             | 肯尼·奥特加       | [ 386 ] |
| 2012 | 《Bad 25》                              | 斯派克·李         | [ 387 ] |
| 2014 | 《迈克尔·杰克逊：最后一张照片的拍摄》   | 克雷格·威廉姆斯   | [ 388 ] |
| 2016 | 《迈克尔·杰克逊：从摩城到〈墙外〉》》   | 斯派克·李         | [ 389 ] |
| 2019 | 《离开梦幻岛》                          | 丹·里德           |         |
| 2022 | 《TMZ調查：真正殺死麥可傑克森的人是誰》 | TMZ、Harvey Levin | [ 390 ] |

## 巡回演唱会列表
| 年份      | 标题                    | 地点       | 表演场数 |
| --------- | ----------------------- | ---------- | -------- |
| 1987–1989 | Bad世界巡回演唱会       | 世界范围   | 123      |
| 1992–1993 | Dangerous世界巡回演唱会 | 世界范围   | 69       |
| 1996–1997 | 他的历史世界巡回演唱会  | 世界范围   | 83       |
| 1999      | MJ & Friends            | 韩国和德国 | 2        |

### 取消的巡回演唱会
| 年份      | 标题     | 地点 | 取消原因             |
| --------- | -------- | ---- | -------------------- |
| 2009–2010 | 就是这样 | 英国 | 因杰克逊的逝世而取消 |

## 著作列表
| 中文名称 | 英文名称          |
| -------- | ----------------- |
| 舞梦     | Dancing the dream |
| 月球漫步 | Moon walker       |

### 書籍
- Campbell, Lisa D. . Branden. 1993. ISBN 0-8283-1957-X.
- Campbell, Lisa D. . Branden. 1995  [2014-11-09]. ISBN 0-8283-2003-9. （原始内容存档于2021-01-22）.
- George, Nelson.  (专辑内附手册). 索尼BMG. 2004.
- Hidalgo, Susan; Weiner, Robert G.  (PDF). The Journal of Pan African Studies. 2010, 3 (7)  [2013-10-25]. （原始内容存档 (PDF)于2010-06-02）.
- Jackson, Michael. . Random House. 2009 [1988年首次出版]. ISBN 978-0-307-71698-9.
- Lewis Jones, Jel D. . Amber Books Publishing. 2005  [2013-10-25]. ISBN 978-0-9749779-0-4. （原始内容存档于2021-04-02）.
- Taraborrelli, J. Randy. . Terra Alta, WV: Grand Central Publishing, 2009. 2009. ISBN 0-446-56474-5.
- Young, Julie. . Traces of Indiana and Midwestern History (Indianapolis: Indiana Historical Society). Fall 2009, 21 (4)  [2015-06-26]. （原始内容存档于2014-04-15）.